# Dominica
Dominica, oficialmente la Mancomunidad de Dominica (en inglés: Commonwealth of Dominica; en criollo dominiqués: Komwèl Donmnik; en criollo antiguano (dialecto kokoy): Kamonwel a Domineeka y en caribe insular: Waitukubuli), es una isla y una república de América considerada un micro-Estado que forma parte de las Antillas Menores, en el mar Caribe. Se localiza, específicamente, entre los territorios franceses de ultramar de Guadalupe al norte y Martinica al sur y al este de la isla de Aves (Venezuela). Dominica comprende una superficie terrestre de 750 km², y el punto más alto es Morne Diablotins, a 1447 metros de altitud. La población era de 71 293 personas en el censo de 2011. Pertenece al Caribe anglófono.
La isla fue colonizada por los arahuacos que llegaron de Sudamérica en el siglo V. Los kalinago desplazaron a los arahuacos en el siglo XV. Se dice que Cristóbal Colón pasó por la isla el domingo 3 de noviembre de 1493. Más tarde fue colonizada por europeos, predominantemente por los franceses desde la década de 1690 hasta 1763. Los franceses trasladaron esclavos de África occidental a Dominica para trabajar en las plantaciones de café. Se desarrolló una lengua criolla de base francesa. El imperio británico tomó posesión en 1763 después de la guerra de los Siete Años y gradualmente estableció el inglés como su idioma oficial. La isla obtuvo la independencia como república en 1978.
Dominica ha sido apodada la "Isla Natural del Caribe" por su entorno natural. Es la isla más joven de las Antillas Menores, y todavía se está formando por la actividad volcánica geotérmica, como lo demuestra la segunda fuente termal más grande del mundo, llamada Lago Boiling. La isla tiene exuberantes bosques tropicales montañosos y es el hogar de muchas plantas, animales y especies de aves raras. Hay áreas xerófilas en algunas de las regiones costeras occidentales, pero se producen fuertes lluvias en el interior. El loro Amazona imperialis, está en peligro crítico de extinción y solo se encuentra en Dominica. Es el ave nacional de la isla y aparece en la bandera nacional, lo que convierte a Dominica en una de las dos únicas naciones soberanas cuya bandera oficial presenta el color púrpura. El país es miembro de la Mancomunidad de Naciones, las Naciones Unidas, la Organización de los Estados Americanos, la Organización Internacional de la Francofonía, la Organización de Estados del Caribe Oriental y el Movimiento de Países No Alineados.

## Etimología
Los kalinago llamaban a la isla Wai'tu kubuli, que significa "Alto es su cuerpo".
Cristóbal Colón, explorador genovés que navegaba al servicio de España, bautizó la isla como Dominica, por el término en latín Dies Dominica que significa domingo, día en que los españoles la vieron por primera vez en noviembre de 1493.
El nombre de Dominica se pronuncia con énfasis en la tercera sílaba, siguiendo la pronunciación española de su nombre que le dio Cristóbal Colón.

## Historia

### Período precolonial
Dominica emergió del mar en el Oligoceno hace unos 26 millones de años, lo que la convierte en una de las últimas islas caribeñas formadas por actividad volcánica.
Los habitantes indígenas precoloniales de Dominica eran los caribes isleños, que se cree que expulsaron a la anterior población de arahuacos.
Los arahuacos fueron guiados a Dominica, y a otras islas del Caribe, por la Corriente Ecuatorial del Sur desde las aguas del río Orinoco (en la actual Venezuela). Estos descendientes de los primeros taínos fueron derrocados por la tribu kalinago de los caribes.

### Colonización Europea
En el siglo XIV los caribes exterminaron o expulsaron de la isla a la población indígena de los taínos. Cristóbal Colón llegó a Dominica el 3 de noviembre de 1493, en su segundo viaje a América. El nombre con el que Colón bautizó a la isla se deriva del nombre del día de la semana en que avistaron la isla, domingo. Los barcos españoles llegaron con frecuencia durante el siglo XVI, pero una resistencia feroz por parte de los caribes disuadió a España de asentarse allí.
En 1627 los británicos también fallaron al intentar capturar la isla.
Los primeros europeos en lograr colonizar la isla fueron los franceses. En el siglo XVII arribaron a la zona leñadores franceses que rebautizaron un poblado caribe con el nombre de Roseau y desarrollaron una ciudad que hoy es la capital del país. La nueva colonia logró tener su propia iglesia en 1730, la que hoy es la catedral católica. Aunque los británicos tomaron la isla por la fuerza un siglo después, la presencia francesa trascendió el paso de los años, ya que hoy se continúa hablando, como se verá más abajo, un idioma derivado del francés y asimismo, la mayoría de la población profesa el catolicismo.
Durante casi un siglo, Dominica permaneció aislada y aún llegaban más indios caribes de otras islas a asentarse en Dominica, después de abandonar las islas vecinas y refugiarse en Dominica debido a que los europeos dominaban la región. Francia formalmente cedió la posesión de la isla al Reino Unido en 1763, que convirtió la isla en colonia en 1805 y por fin un gobierno fue establecido por los británicos.
La emancipación de los esclavos africanos provoca la interrupción de relaciones con el Imperio británico en 1834 y en 1838 se convierte en la primera y única colonia británica del Caribe en tener una legislatura dominada por negros. En 1896, los británicos retoman el control de la isla y es convertida en Colonia de la Corona. Medio siglo después se convierte en provincia de la Federación de las Indias Occidentales de 1958 a 1962.

### Independencia

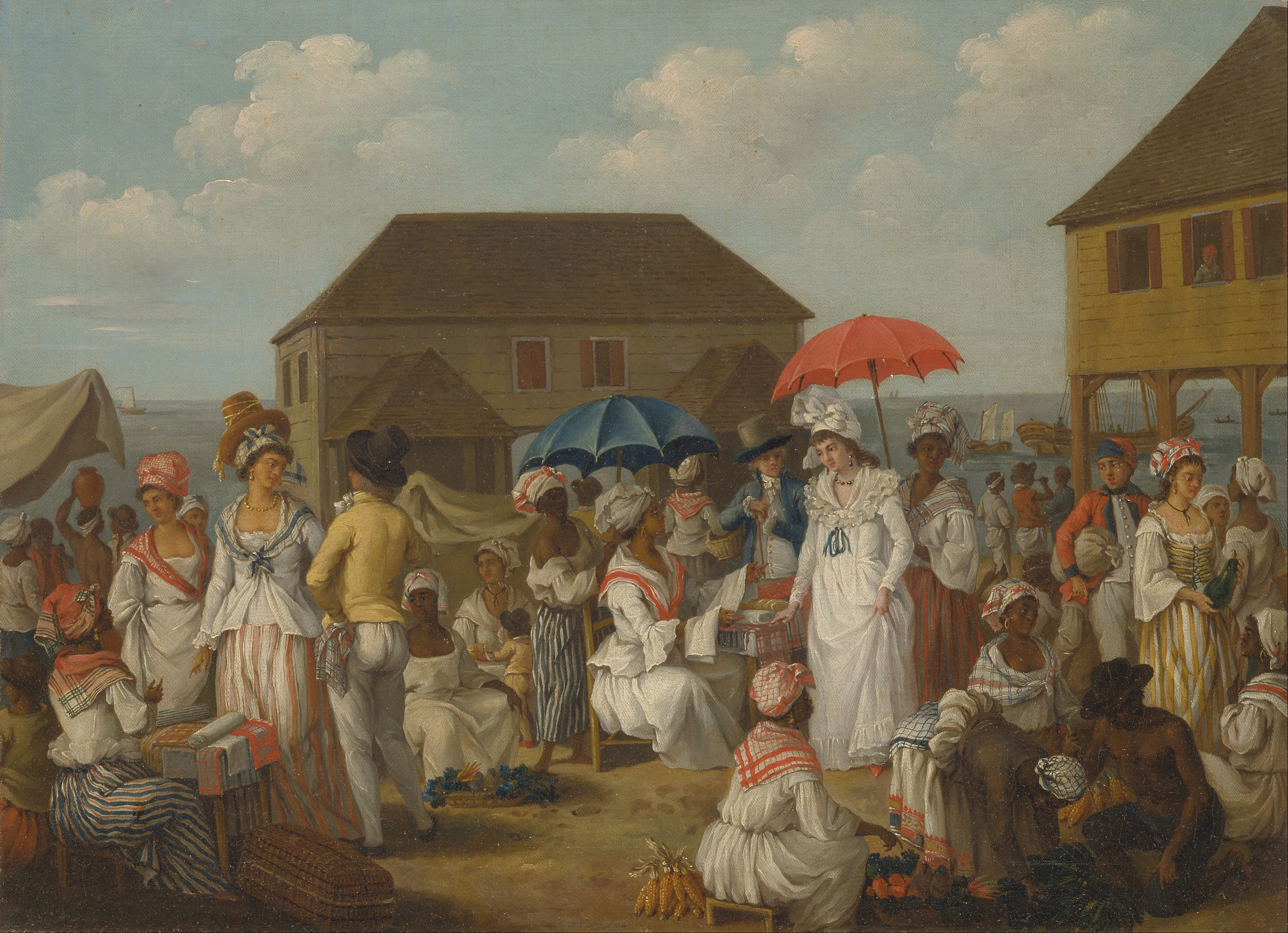
Un mercado en Dominica alrededor de 1770.

Luego de la disolución de la federación, Dominica se convirtió, en 1967, en un estado asociado del Reino Unido y se hizo cargo formalmente de sus asuntos internos. El 3 de noviembre de 1978, el Reino Unido concedió la independencia a la Mancomunidad de Dominica, dentro de la Mancomunidad Británica de Naciones.
La independencia hizo poco para resolver los problemas que resultaron de siglos de subdesarrollo económico y, a mediados de 1979, el descontento político llevó a la formación de un gobierno interino. Este fue reemplazado después de las elecciones de 1980 por un gobierno dirigido por el Partido de la Libertad de Dominica, bajo la primera ministra Eugenia Charles, la primera mujer en ocupar ese cargo en el Caribe. Los problemas económicos crónicos se complicaron por el grave impacto de los huracanes en 1979 y 1980. A finales de la década de 1980, la economía disfrutó de una saludable recuperación, que se debilitó en la década de 1990 debido a una baja en los precios de las bananas.

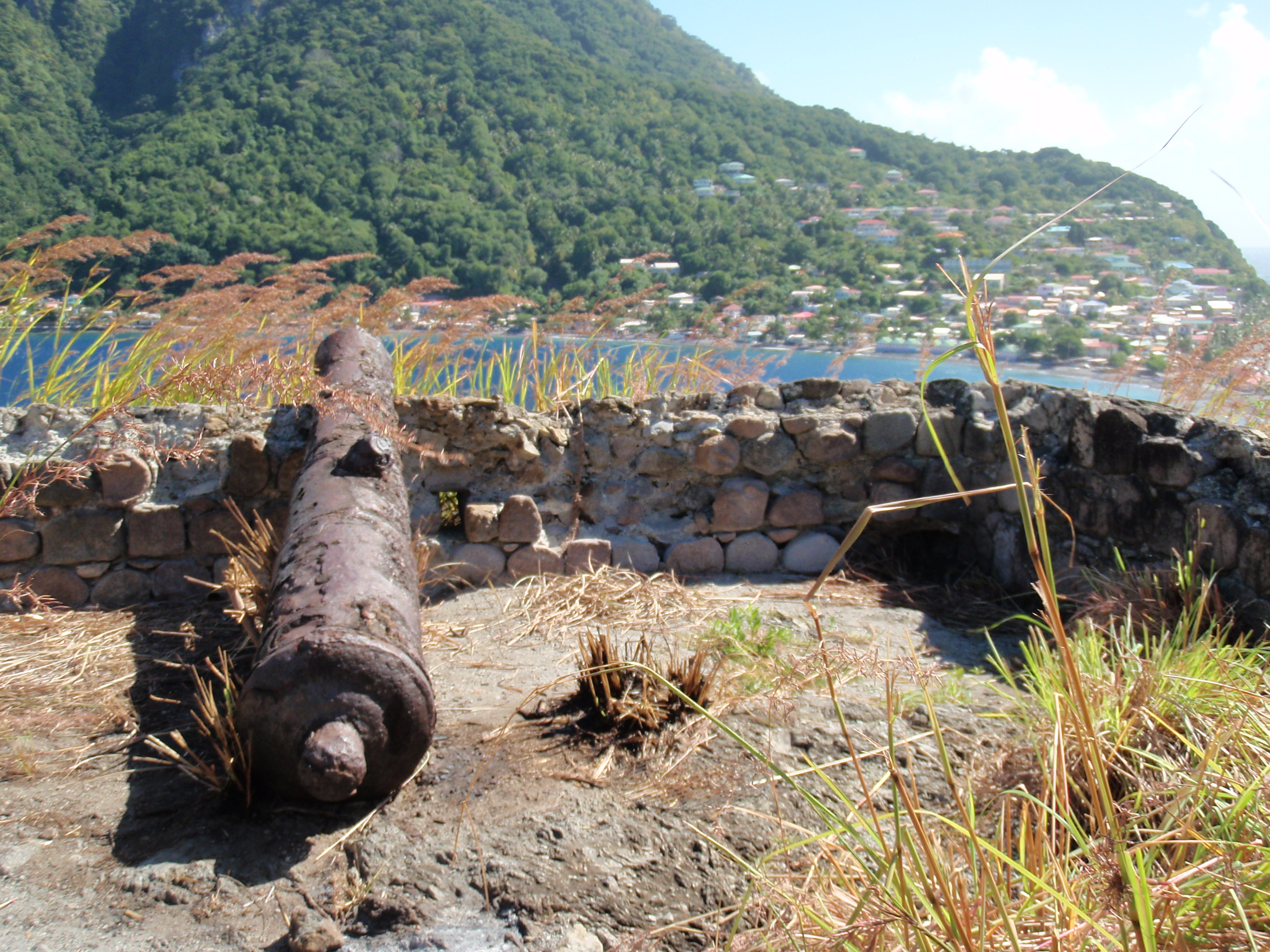
Ruinas del Fuerte Cachacou, donde se libraron batallas entre británicos y franceses en 1778 y 1805

En las elecciones de febrero de 2000, el Partido de Trabajadores Unidos de Edison James (UWP) fue derrotado por el Partido Laborista de Dominica (DLP), dirigido por Roosevelt P. "Rosie" Douglas. Douglas falleció después de solamente algunos meses de haber asumido el mando y fue reemplazado por Pierre Charles, también del DLP.[cita requerida]
En el 17 de septiembre de 2012, Eliud Thaddeus Williams se juramentó como Presidente, sustituyendo al Dr. Nicholas Liverpool, quien habría sido destituido de su cargo por motivos de salud. Williams fue elegido por el Parlamento, como establece la constitución, y asumió su cargo en medio de controversias después que la oposición, Partido de los Trabajadores Unidos (UWP), cuestionase el proceso que condujo a su nombramiento, no asistiese a la votación y realizase una protesta cerca del edificio del Parlamento para manifestar su desacuerdo.
La tormenta tropical Erika devastó la isla en agosto de 2015, matando a 30 personas y causando graves daños ambientales y económicos. Dominica fue golpeada de nuevo el 18 de septiembre de 2017, sufriendo la llegada directa a tierra del huracán María, de categoría 5. Las primeras estimaciones de los daños sugirieron que el 90% de los edificios de la isla habían sido destruidos, con la infraestructura dejada en ruinas. El Reino Unido, Francia y los Países Bajos establecieron transportes marítimos y aéreos para llevar ayuda a la isla; la magnitud de la destrucción había dejado a la mayoría de las personas sin hogar.
Dominica ganó sus dos primeras medallas de plata y bronce en los Juegos de la Commonwealth de 2018 en Gold Coast.
El presidente Charles Angelo Savarin fue reelegido en 2018 para un nuevo mandato de cinco años.

En diciembre de 2019, el actual primer ministro Roosevelt Skerrit ganó sus cuartas elecciones generales consecutivas por dieciocho escaños a tres, convirtiéndose en el primer primer ministro de Dominica en lograrlo.

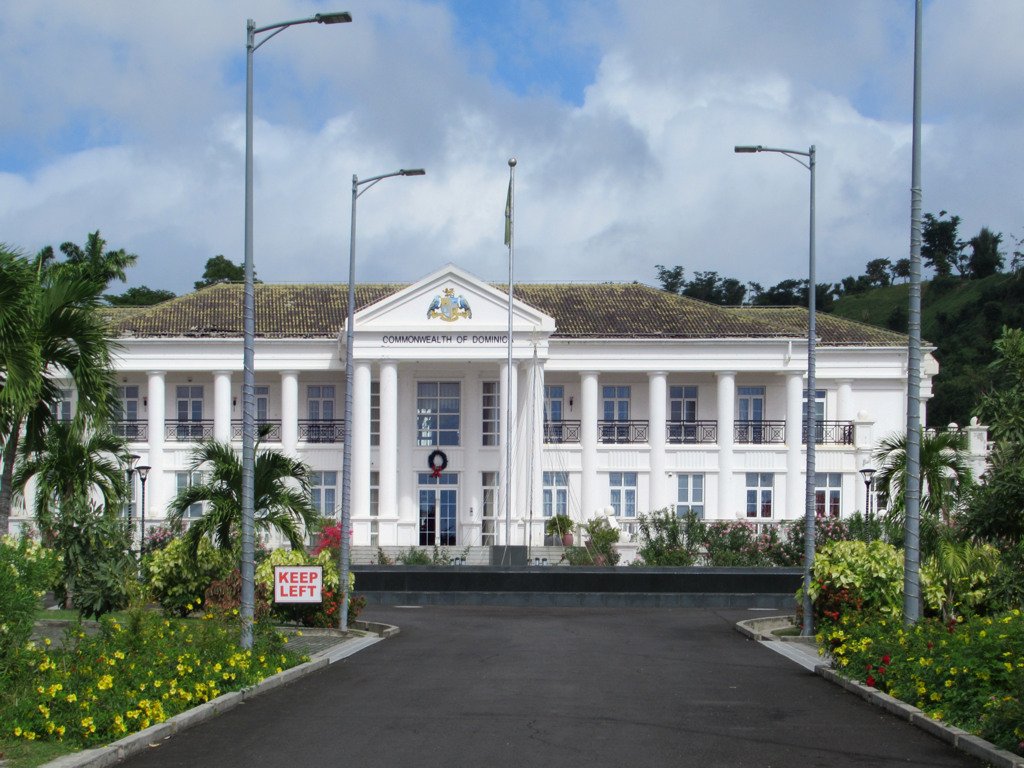
Casa del Estado o Casa del Gobierno, residencia del Presidente de Dominica

## Gobierno y política
Dominica es una república democrática parlamentaria dentro de la Mancomunidad de Naciones y, desde 1979, miembro de la Organización Internacional de la Francofonía. El Presidente de Dominica es el jefe de Estado, mientras que el poder ejecutivo descansa en el gabinete, encabezado por el jefe de Gobierno, cargo llevado a cabo por el primer ministro de Dominica. El poder legislativo recae en la Cámara de la Asamblea consiste en una asamblea unicameral de 31 miembros, que consiste en 21 miembros elegidos de manera directa, 9 senadores seleccionados por el presidente o elegidos por otros miembros de la Asamblea y el fiscal general según dicta el artículo 18 de la Constitución de Dominica de 1978. El presidente es elegido por la Cámara de la Asamblea y desempeña su cargo por un período de cinco años.
A diferencia de otras antiguas colonias británicas en la región, Dominica no tiene al monarca británico como jefe de Estado, sino que es una república independiente; aunque forma parte de la Mancomunidad de Naciones.

### Poder Legislativo

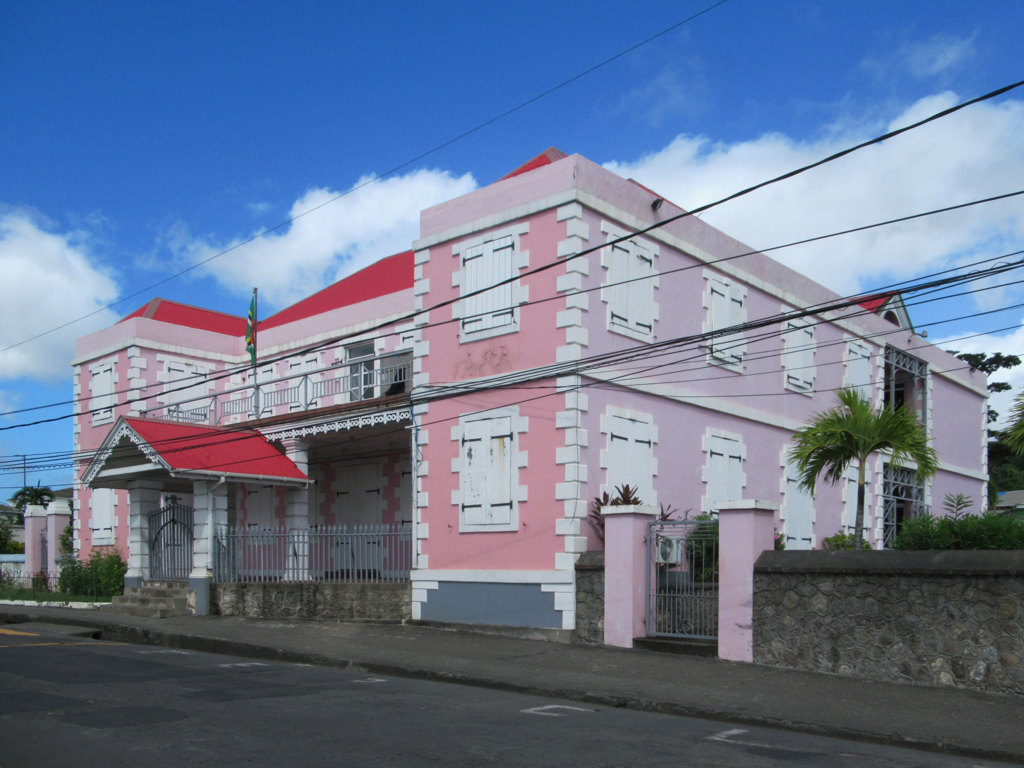
Edificio del Parlamento de Dominica

La Asamblea Legislativa (The House of Assembly) tiene 32 miembros. Veintiún de ellos son elegidos para un mandato de cinco años en circunscripciones uninominales. Nueve miembros son senadores nombrados por el presidente, cinco por recomendación del primer ministro y cuatro por recomendación del líder de la oposición. El presidente es elegido por los miembros electos tras unas elecciones. También hay un miembro nato, el secretario de la cámara. El jefe de Estado, el presidente, es elegido por la Asamblea. Los representantes regionales deciden si los senadores son elegidos o designados. Si son designados, cinco son elegidos por el presidente con el asesoramiento del primer ministro y cuatro con el asesoramiento del líder de la oposición. Si son elegidos, lo son por votación de los representantes regionales. Las elecciones a diputados y senadores deben celebrarse al menos cada cinco años, aunque el Primer ministro puede convocarlas en cualquier momento.
Dominica tiene un sistema bipartidista, lo que significa que hay dos partidos políticos dominantes, con dificultades extremas para que alguien logre el éxito electoral bajo la bandera de cualquier otro partido. Dominica fue en su día un sistema tripartidista, pero en los últimos años el Partido Laborista de Dominica y el Partido de la Libertad de Dominica, muy disminuido, han formado una coalición.

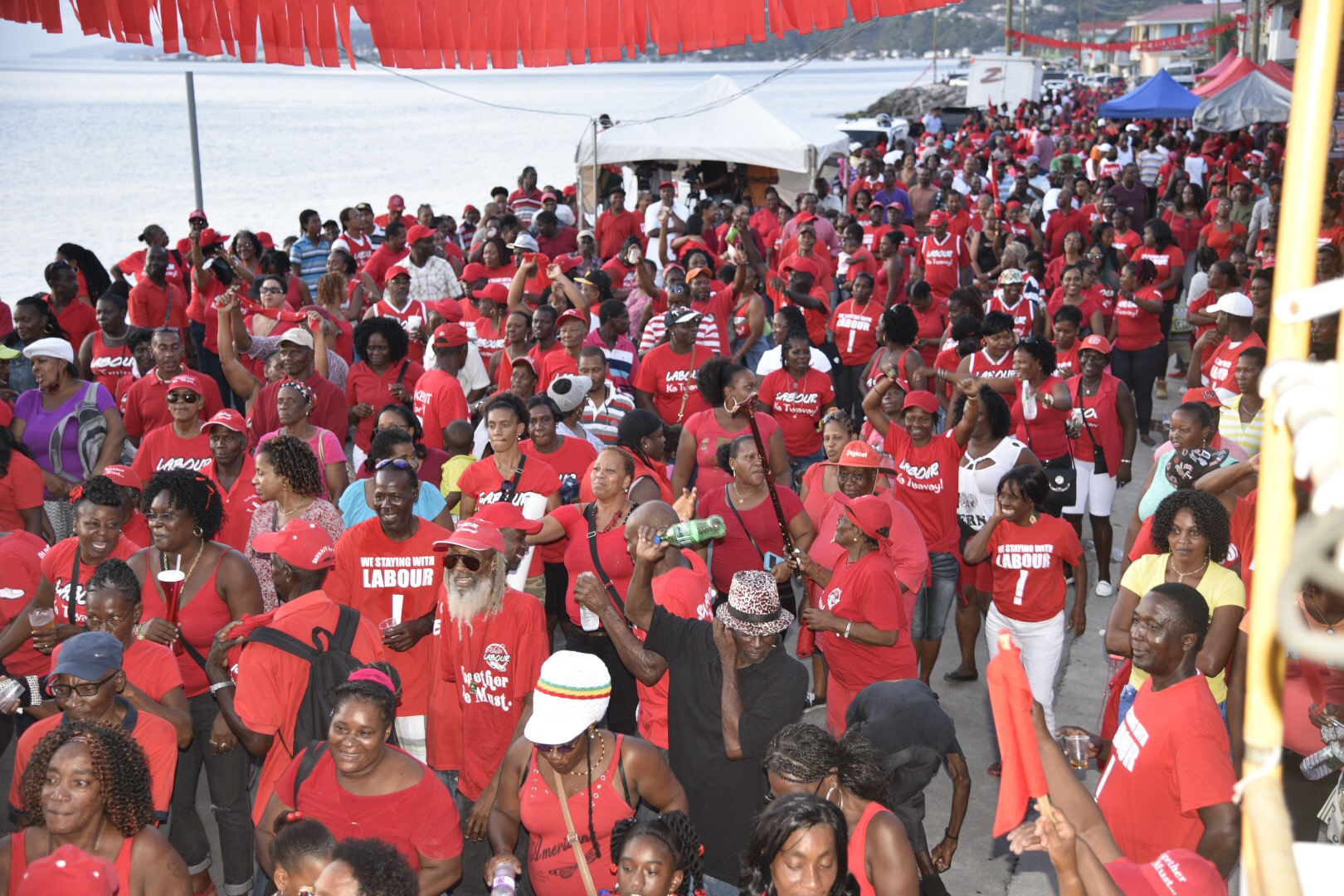
Una manifestación política en Dominica en 2016

### Elecciones
En Dominica se celebran elecciones desde 1832. Dominica elige a nivel nacional una legislatura. La Cámara de la Asamblea tiene 32 miembros, 21 elegidos para un mandato de cinco años en circunscripciones uninominales, 9 senadores designados, el presidente y 1 miembro de oficio. El jefe de Estado, el presidente, es elegido por la Asamblea.
Dominica tiene un sistema bipartidista, lo que significa que hay dos partidos políticos dominantes, con extrema dificultad para que alguien logre el éxito electoral bajo la bandera de cualquier otro partido. Dominica era en otro tiempo un sistema tripartidista, hasta que el Partido Laborista de Dominica y el muy disminuido Partido de la Libertad de Dominica (DFP) formaron un gobierno de coalición. El DFP no ha conseguido ningún escaño en dos elecciones consecutivas, lo que ha dejado al Partido de los Trabajadores Unidos como única oposición al DLP.

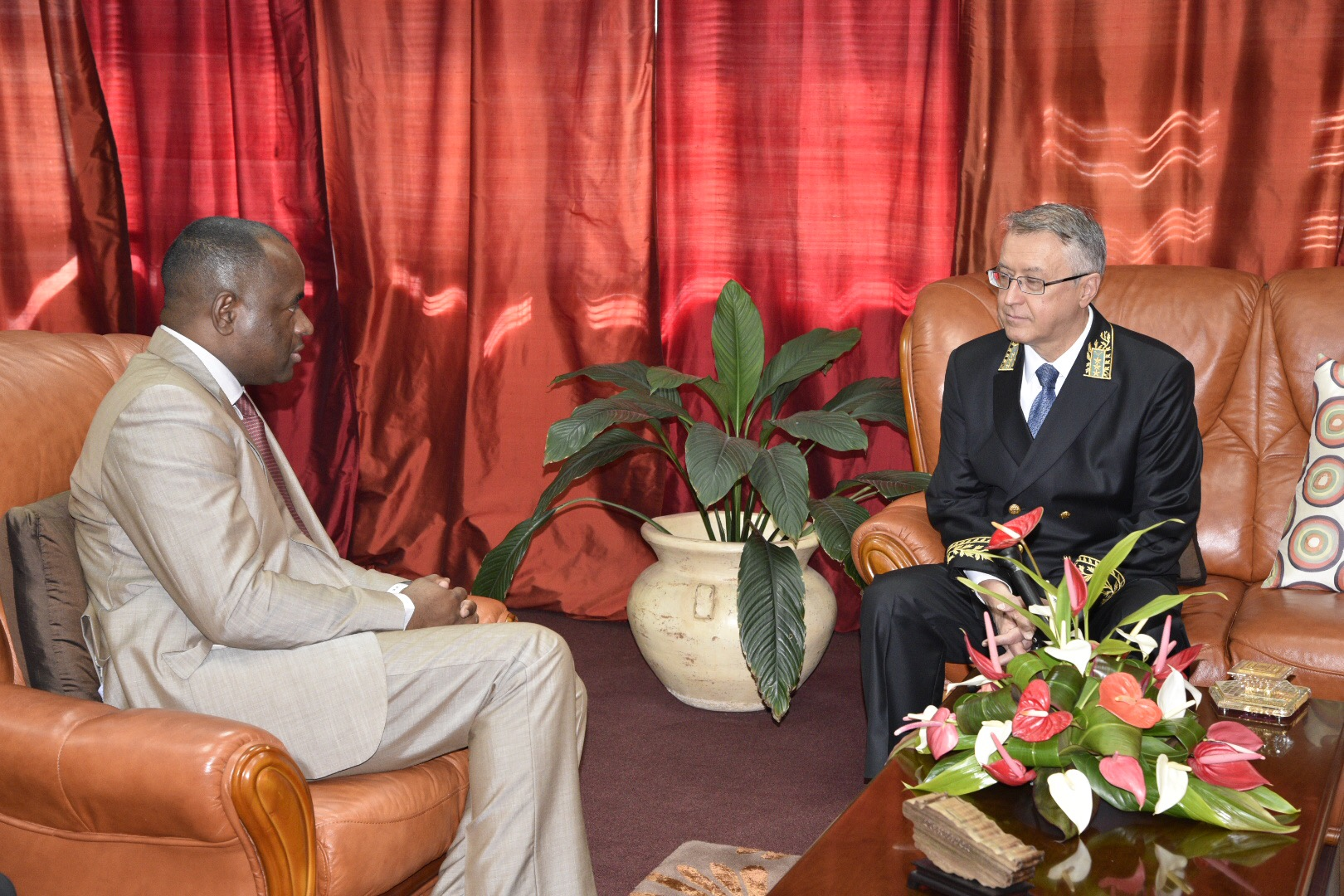
El primer ministro de Dominica con el embajador de Rusia en ese país

### Política Exterior
Dominica es un miembro de pleno derecho y participante de la Comunidad del Caribe, de la Organización de Estados del Caribe Oriental.
Dominica es miembro de la Corte Penal Internacional con un acuerdo bilateral de inmunidad de protección para los militares de EE. UU., ya regulados en el artículo 98. En enero de 2008, se unió a la Alianza Bolivariana para las Américas (ALBA). La agencia de Seguridad Social de Dominica es miembro de la Conferencia interamericana de seguridad social (CISS) desde 1988.
Dominica también es miembro del Banco de Desarrollo del Caribe (BDC), la Organización Internacional de la Francofonía y la Mancomunidad de Naciones. Dominica ingresó en las Naciones Unidas y el Fondo Monetario Internacional (FMI) en 1978, y en el Banco Mundial y la Organización de Estados Americanos (OEA) en 1979.

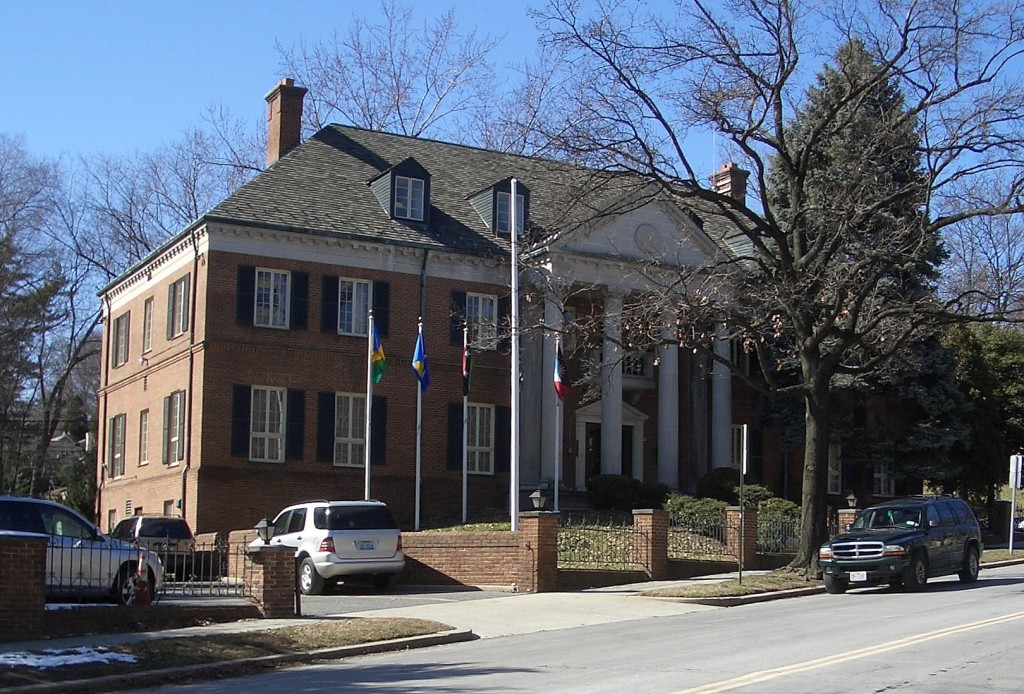
Embajada de Dominica en Estados Unidos, el espacio es compartido con otras delegaciones del Caribe

En mayo de 1997, el Primer ministro James se unió a otros 14 líderes caribeños, y al Presidente Clinton, durante la primera cumbre regional de EE. UU. celebrada en Bridgetown, Barbados. La cumbre reforzó las bases de la cooperación regional en materia de justicia y lucha contra los estupefacientes, finanzas y desarrollo, y comercio. Dominica mantenía anteriormente relaciones oficiales con la República de China (conocida comúnmente como "Taiwán") en lugar de con la República Popular China, pero el 23 de marzo de 2004 se firmó en Pekín un comunicado conjunto que allanaba el camino para el reconocimiento diplomático de la República Popular. Pekín respondió a la ruptura de relaciones de Dominica con la República de China concediéndole un paquete de ayuda de 12 millones de dólares, que incluye 6 millones de dólares de apoyo presupuestario para el año 2004 y 1 millón de dólares anuales durante seis años.
En junio de 2020, Dominica fue uno de los 53 países que respaldaron la ley de seguridad nacional de Hong Kong en las Naciones Unidas.
Dominica es también miembro de la Corte Penal Internacional con un Acuerdo Bilateral de Inmunidad de protección para los EE. UU.-militares (como se contempla en el artículo 98).

### Defensa

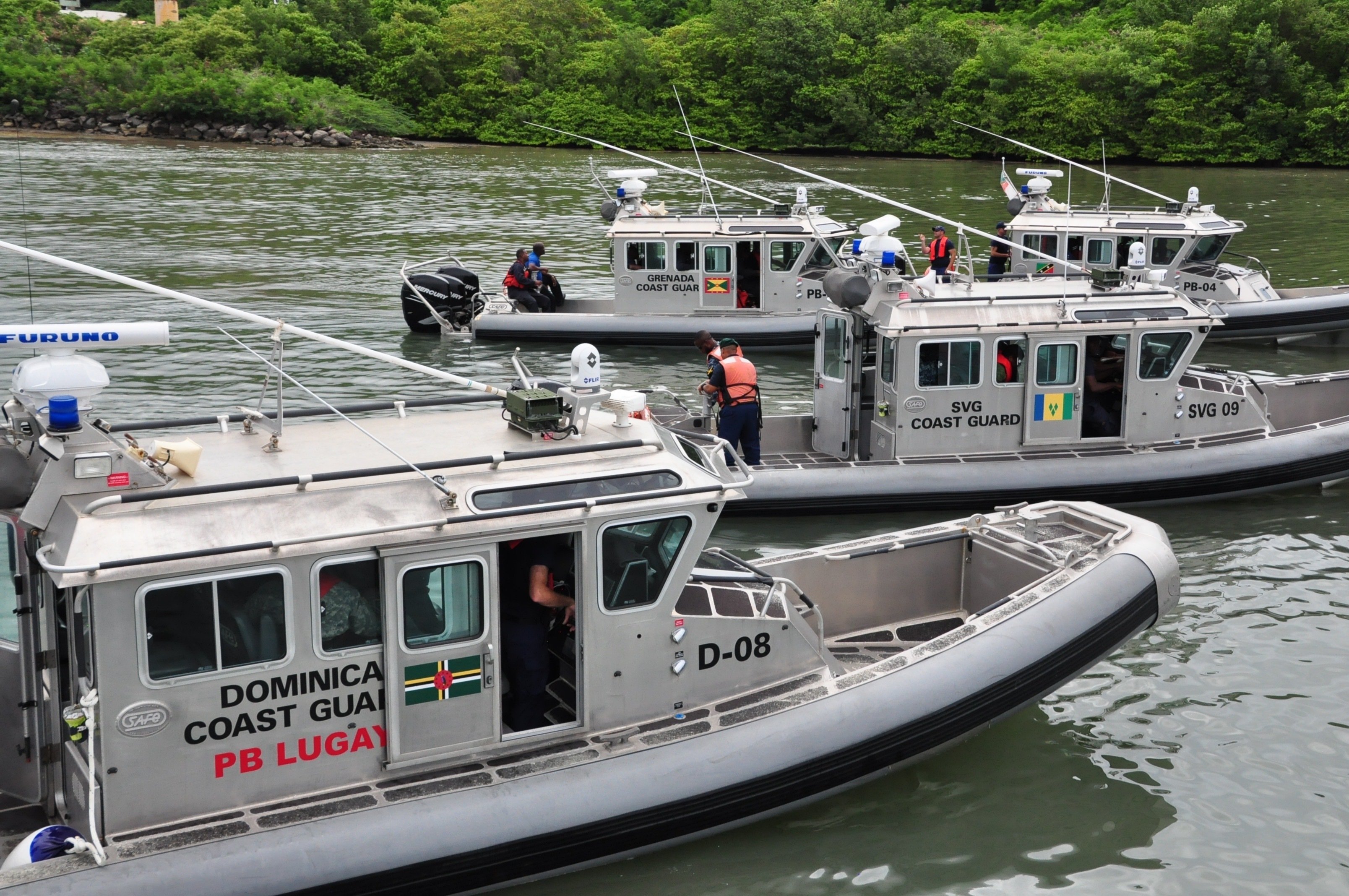
Lancha patrullera Lugay de la Guardia Costera de Dominica

Las Fuerzas de Defensa de Dominica (DDF o Dominica Defense Force) eran las fuerzas armadas de la Mancomunidad de Dominica. No hay ejército permanente en Dominica desde 1981, tras la disolución de las fuerzas de defensa luego de dos violentos intentos de golpe de Estado contra Dame Eugenia Charles. La defensa es responsabilidad del Sistema de Seguridad Regional (RSS) un acuerdo de apoyo militar entre Estados Unidos, Canadá y varios países pequeños del Caribe.
El Sistema de Seguridad Regional se creó en 1982 para contrarrestar las supuestas amenazas a la estabilidad de la región a finales de los años setenta y principios de los ochenta. El 29 de octubre, cuatro miembros de la Organización de Estados del Caribe Oriental (Antigua y Barbuda, Dominica, Santa Lucía y San Vicente y las Granadinas) firmaron un memorando de entendimiento con Barbados para prestarse "asistencia mutua previa solicitud". Los signatarios acordaron preparar planes de contingencia y ayudarse mutuamente, previa solicitud, en situaciones de emergencia nacional, prevención del contrabando, búsqueda y salvamento, control de la inmigración, protección de la pesca, control de aduanas e impuestos especiales, funciones de policía marítima, protección de instalaciones en alta mar, control de la contaminación, catástrofes nacionales y de otro tipo, y amenazas a la seguridad nacional. San Cristóbal y Nieves se adhirió tras su independencia en 1983, y Granada lo hizo dos años después tras la Operación Furia Urgente, una invasión combinada de EE. UU. y la RSS del país. El Memorando de Entendimiento se actualizó en 1992 y el sistema adquirió personalidad jurídica el 5 de marzo de 1996 en virtud del Tratado firmado en St. Georges (Granada).
En la década de 1960, la policía era la única fuerza de seguridad del país. Como consecuencia, en 1974 se creó una Fuerza de Defensa Voluntaria. En noviembre de 1975, una ley de la Asamblea estableció una Fuerza de Defensa a tiempo completo para sustituir a la Fuerza de Defensa Voluntaria, dirigida por Patrick John como ministro de Seguridad. En marzo de 1981, Charles anunció el descubrimiento de un intento de golpe de Estado conocido como Operación Perro Rojo, en el que estaba implicado el comandante Frederick Newton, jefe de las Fuerzas de Defensa. Un mes después, el parlamento disolvió la Fuerza de Defensa.
La Fuerza de Policía civil de la Mancomunidad de Dominica incluye una Unidad de Servicios Especiales y la Guardia costera. En caso de guerra u otra emergencia, si es proclamada por las autoridades, la Fuerza de Policía será una fuerza militar que podrá ser empleada para la defensa del Estado (Ley de Policía, Capítulo 14:01).

### Derechos humanos

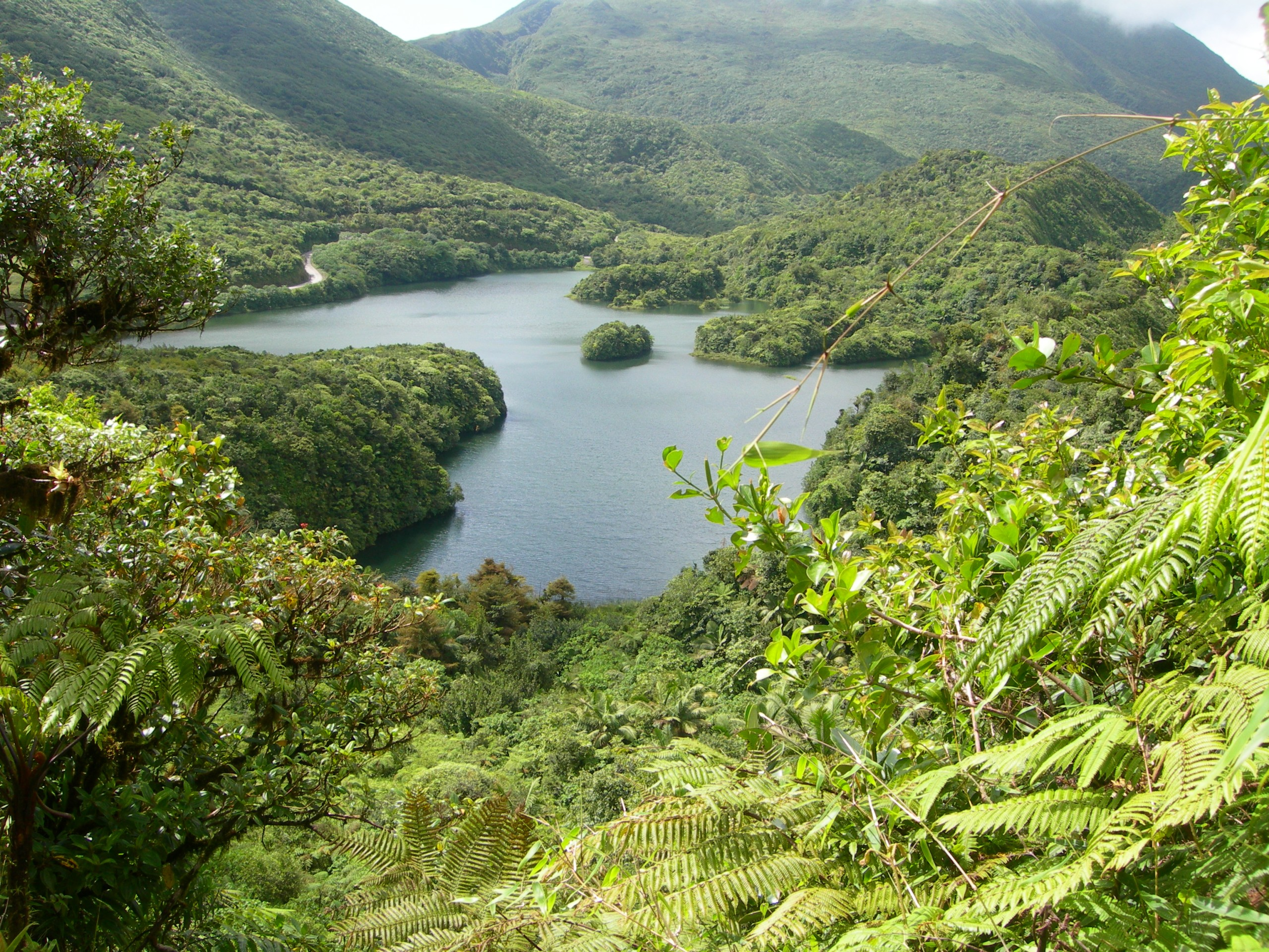
Lago Boeri en la parroquia de Saint David

En materia de derechos humanos, respecto a la pertenencia a los siete organismos de la Carta Internacional de Derechos Humanos, que incluyen al Comité de Derechos Humanos (HRC), Dominica ha firmado o ratificado:
| Dominica | Tratados internacionales | Tratados internacionales | Tratados internacionales | Tratados internacionales  | Tratados internacionales  | Tratados internacionales  | Tratados internacionales | Tratados internacionales | Tratados internacionales  | Tratados internacionales  | Tratados internacionales | Tratados internacionales | Tratados internacionales | Tratados internacionales | Tratados internacionales | Tratados internacionales  | Tratados internacionales    | Tratados internacionales  |
| --- | --- | ------------------------ | --- | ------------------------- | ------------------------- | ------------------------- | ------------------------ | ------------------------ | ------------------------- | ------------------------- | ------------------------ | ------------------------ | --- | --- | ------------------------ | ------------------------- | --------------------------- | ------------------------- |
| Dominica | CESCR | CESCR                    | CCPR | CCPR                      | CCPR                      | CERD                      | CED                      | CEDAW                    | CEDAW                     | CAT                       | CAT                      | CRC                      | CRC | CRC | CRC                      | MWC                       | CRPD                        | CRPD                      |
| Dominica | CESCR | CESCR-OP                 | CCPR | CCPR-OP1                  | CCPR-OP2-DP               | CERD                      | CED                      | CEDAW                    | CEDAW-OP                  | CAT                       | CAT-OP                   | CRC                      | CRC-OP-AC | CRC-OP-SC | CRC-OP-CP                | MWC                       | CRPD                        | CRPD-OP                   |
| Pertenencia | Dominica ha reconocido la competencia de recibir y procesar comunicaciones individuales por parte de los órganos competentes. | Sin información.         | Dominica ha reconocido la competencia de recibir y procesar comunicaciones individuales por parte de los órganos competentes. | Ni firmado ni ratificado. | Ni firmado ni ratificado. | Ni firmado ni ratificado. | Sin información.         | Firmado y ratificado.    | Ni firmado ni ratificado. | Ni firmado ni ratificado. | Sin información.         | Firmado y ratificado.    | Dominica ha reconocido la competencia de recibir y procesar comunicaciones individuales por parte de los órganos competentes. | Dominica ha reconocido la competencia de recibir y procesar comunicaciones individuales por parte de los órganos competentes. | Sin información.         | Ni firmado ni ratificado. | Firmado pero no ratificado. | Ni firmado ni ratificado. |
| Firmado y ratificado, firmado, pero no ratificado, ni firmado ni ratificado, sin información, ha accedido a firmar y ratificar el órgano en cuestión, pero también reconoce la competencia de recibir y procesar comunicaciones individuales por parte de los órganos competentes. | |                          | |                           |                           |                           |                          |                          |                           |                           |                          |                          | | |                          |                           |                             |                           |

## Organización político-administrativa

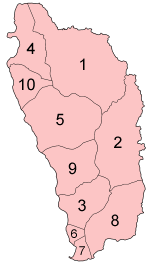
Parroquias de Dominica.

Dominica está dividida en 10 parroquias:
1. Parroquia de Saint Andrew
2. Parroquia de Saint David
3. Parroquia de Saint George
4. Parroquia de Saint John
5. Parroquia de Saint Joseph
6. Parroquia de Saint Luke
7. Parroquia de Saint Mark
8. Parroquia de Saint Patrick
9. Parroquia de Saint Paul
10. Parroquia de Saint Peter

## Geografía
Dominica es una isla y un país sin fronteras terrestres situado en el Mar Caribe, al norte de las Islas de Barlovento (aunque a veces es considerada la más meridional de las Islas de Sotavento). El país abarca 751 km² de superficie. Su capital es Roseau.
Dominica está ampliamente cubierta por selva y cuenta con las segundas aguas termales más grandes del mundo, el Lago Boiling. Dominica tiene muchas cascadas, manantiales y ríos. El área Calibishie en el noreste del país cuenta con playas de arena. Algunas plantas y animales que se creían extintos en las islas circundantes todavía se pueden encontrar en los bosques de Dominica. La naturaleza volcánica de la isla ha atraído a los buzos. La isla cuenta con varias áreas protegidas, incluyendo el parque nacional Cabrits, así como 365 ríos.
El parque nacional de Morne Trois Pitons es un bosque tropical que se mezcla con paisajes características volcánicas. Fue reconocido como Patrimonio de la Humanidad el 4 de abril de 1995, una distinción que comparte con cuatro islas del Caribe.
Hay dos centros de población principales: Roseau y Portsmouth.
En Dominica se encuentra el desierto más puro en el Caribe. Originalmente, estaba protegido por escarpadas montañas lo que llevó a las potencias europeas a construir puertos y asentamientos agrícolas en las otras islas. Recientemente, los ciudadanos han tratado de preservar su belleza natural desalentando el turismo de alto impacto que ha atentado contra la naturaleza en la mayor parte del Caribe.

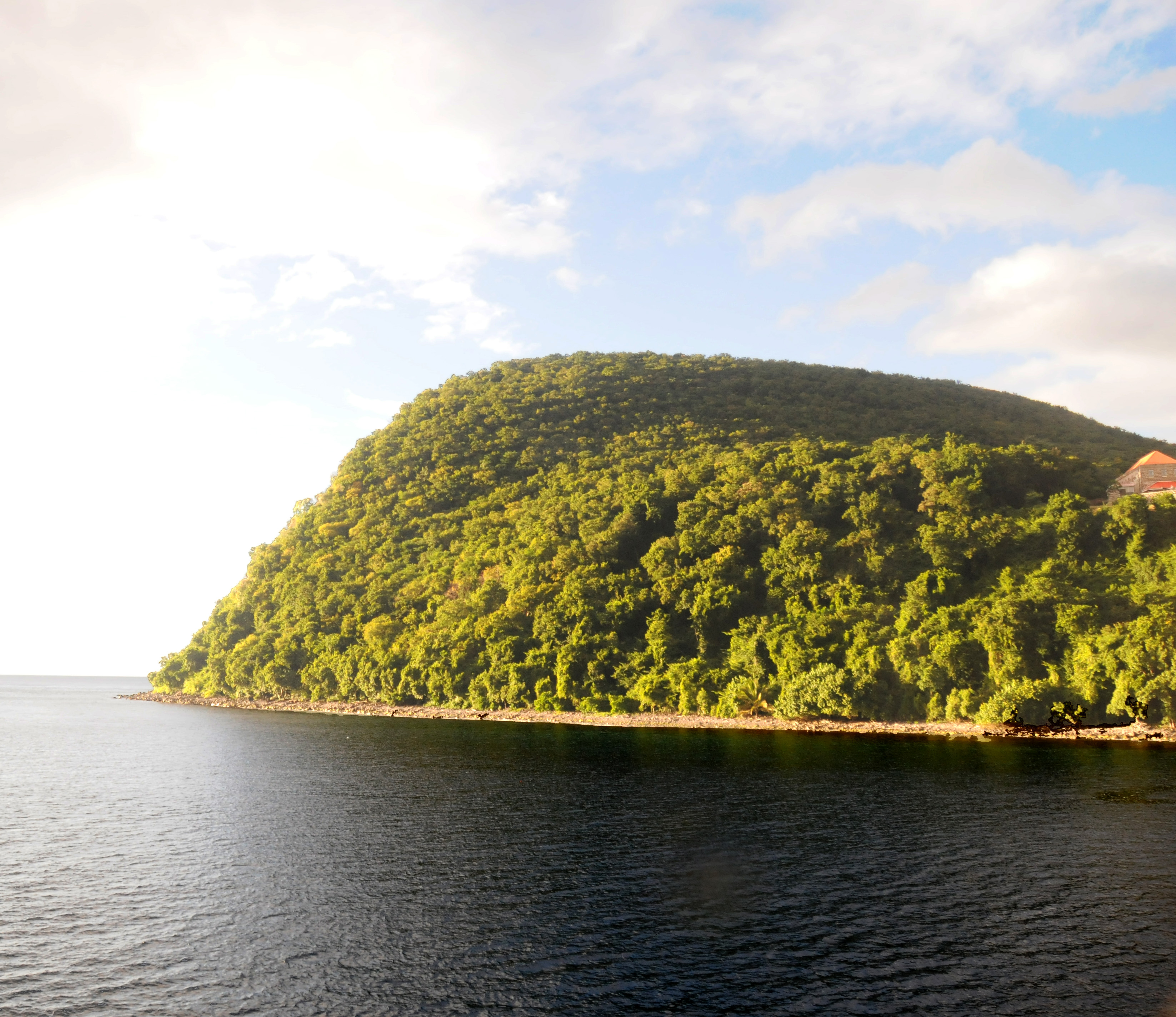
Parque nacional Cabritts, Dominica

Los visitantes pueden encontrar grandes bosques tropicales, incluyendo uno que está en la lista de la UNESCO como Patrimonio de la Humanidad, cientos de ríos, costas y arrecifes de coral.
El loro imperial es endémico de las montañas forestadas de Dominica, donde es considerada un ave nacional y aparece en la bandera.
El mar de Dominica alberga numerosos cetáceos. Los más notables son un grupo de cachalotes que viven en esta zona durante todo el año. Otros cetáceos que se ven comúnmente en el área incluyen a los delfines, como los de hocico largo, a los manchados tropicales y a los delfines nariz de botella. Animales menos frecuentes incluyen orcas, falsas orcas, cachalotes pigmeos, cachalotes enanos, delfines gises, delfín común, delfín manchado del Atlántico, las ballenas jorobadas y las ballenas de Bryde. Esto hace que Dominica sea un destino para los turistas interesados en la avistamiento de cetáceos.
Dominica es especialmente vulnerable a los huracanes ya que la isla se encuentra en lo que se conoce como la región de huracanes. En 1979, Dominica fue alcanzado directamente por el huracán David de categoría 5, causando daños generalizados. El 17 de agosto de 2007, el huracán Dean, de categoría 1 esta vez, golpeó la isla. Roosevelt Skerrit estimó que 100 a 125 viviendas resultaron dañadas, y que el sector agrícola sufrió daños considerables, en particular el cultivo del banano.

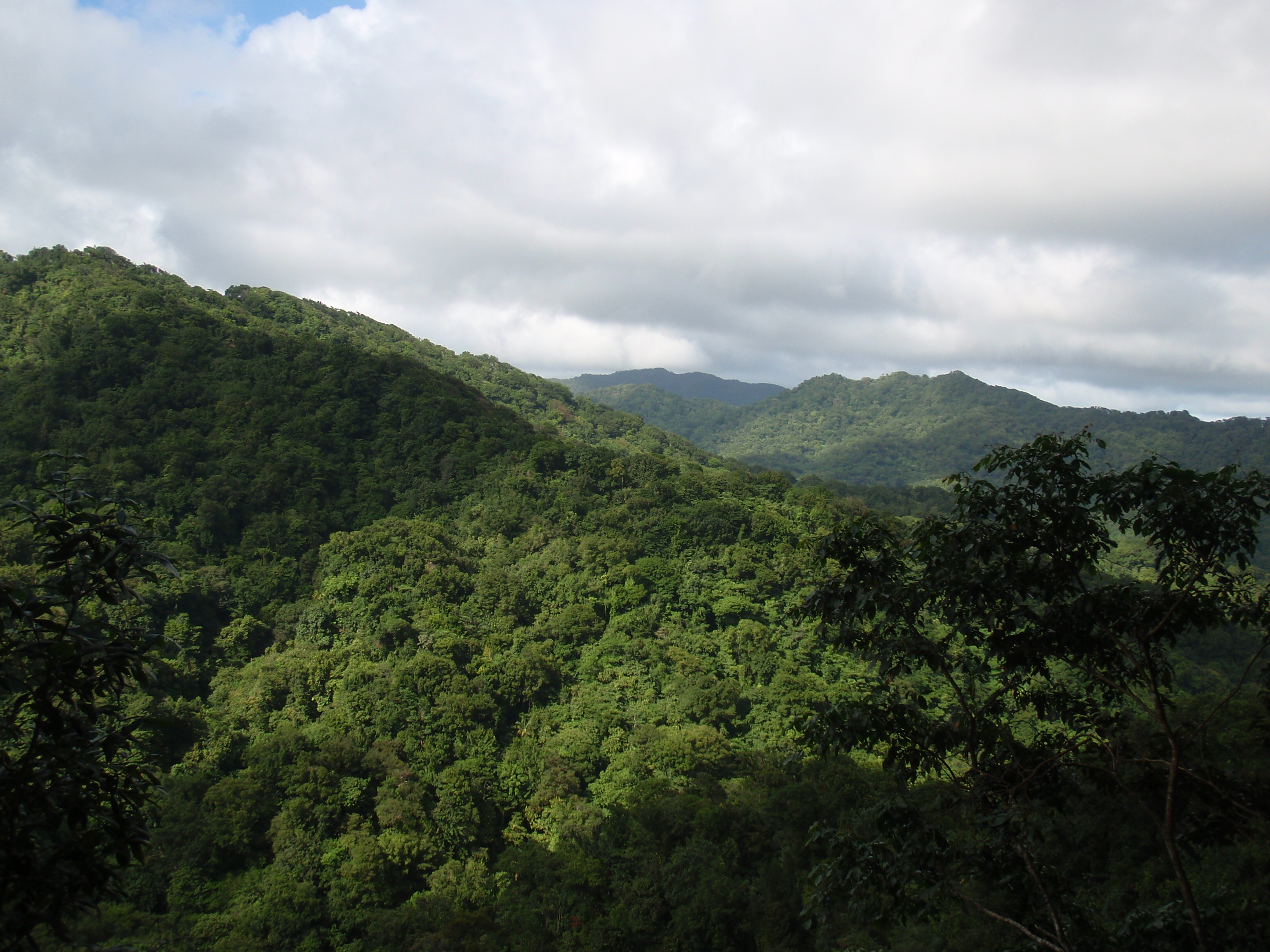
Paisaje boscoso del interior de Dominica

Las coordenadas geográficas de Dominica son 15°25′N 61°20′O / 15.417, -61.333, y cuenta con 148 km de costa.

### Clima
El clima de la isla es tropical, moderado por los vientos alisios del noreste y las fuertes precipitaciones.
Dominica tiene un clima de selva tropical y algunas zonas rozan el clima tropical monzónico, con temperaturas cálidas y precipitaciones abundantes. El calor y la humedad excesivos se ven moderados en cierta medida por el flujo constante de los vientos alisios del noreste, que periódicamente se convierten en huracanes durante el verano del hemisferio norte. Las pronunciadas pendientes del interior también alteran las temperaturas y los vientos. Debido a los efectos moderadores del océano circundante, las oscilaciones térmicas son escasas. Las temperaturas diurnas medias suelen oscilar entre los 26 °C (78,8 °F) de enero y los 32 °C (89,6 °F) de junio. Las oscilaciones diurnas no suelen superar los 3 °C (5,4 °F) en la mayoría de los lugares, pero no son raras las temperaturas que descienden hasta los 13 °C (55,4 °F) en las cumbres más altas.

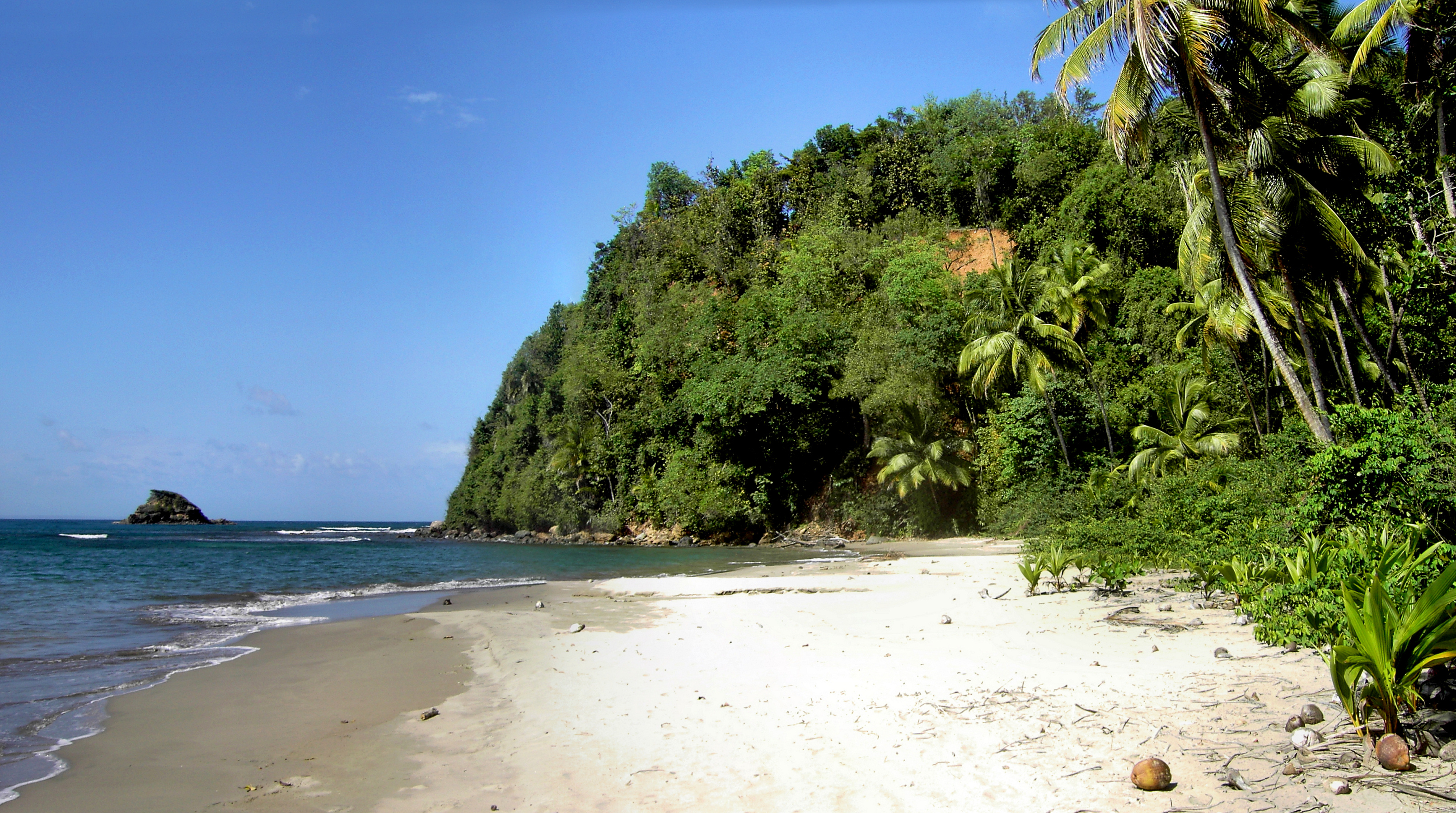
Playa Hampstead en Dominica

Los vientos alisios traen la mayor parte del agua de la isla. Aunque las cantidades varían según el lugar, es posible que llueva durante todo el año, y los mayores totales mensuales se registran de junio a octubre. La precipitación media anual a lo largo de la costa este de barlovento supera con frecuencia los 5.000 mm, y las laderas expuestas de las montañas reciben hasta 9.000 mm. Sin embargo, en la costa oeste de sotavento sólo llueven unos 1.800 mm al año. La humedad está estrechamente relacionada con el régimen de lluvias, y los valores más altos se registran en las laderas de barlovento y los más bajos en las zonas protegidas.. En Roseau se han registrado valores de humedad relativa de entre el 70% y el 90%.
Los huracanes y los fuertes vientos, que suelen producirse durante los meses más húmedos, son ocasionalmente devastadores. El huracán más reciente fue el devastador huracán María en 2017. El 17 de agosto de 2007, el huracán Dean, de categoría 1 en aquel momento, azotó la isla. Una madre y su hijo de siete años murieron cuando un corrimiento de tierras provocado por las fuertes lluvias cayó sobre su casa. En otro incidente, dos personas resultaron heridas cuando un árbol cayó sobre su casa. El primer ministro Roosevelt Skerrit estimó que entre 100 y 125 viviendas habían resultado dañadas y que el sector agrícola había sufrido grandes daños, en particular el cultivo del plátano. Los huracanes de 1979 causaron más de 40 muertos, 2.500 heridos y una gran destrucción de viviendas y cultivos.. Muchos productos agrícolas quedaron destruidos durante la tormenta de 1980, y alrededor del 25% de la cosecha de plátanos quedó destruida por los fuertes vientos de 1984.

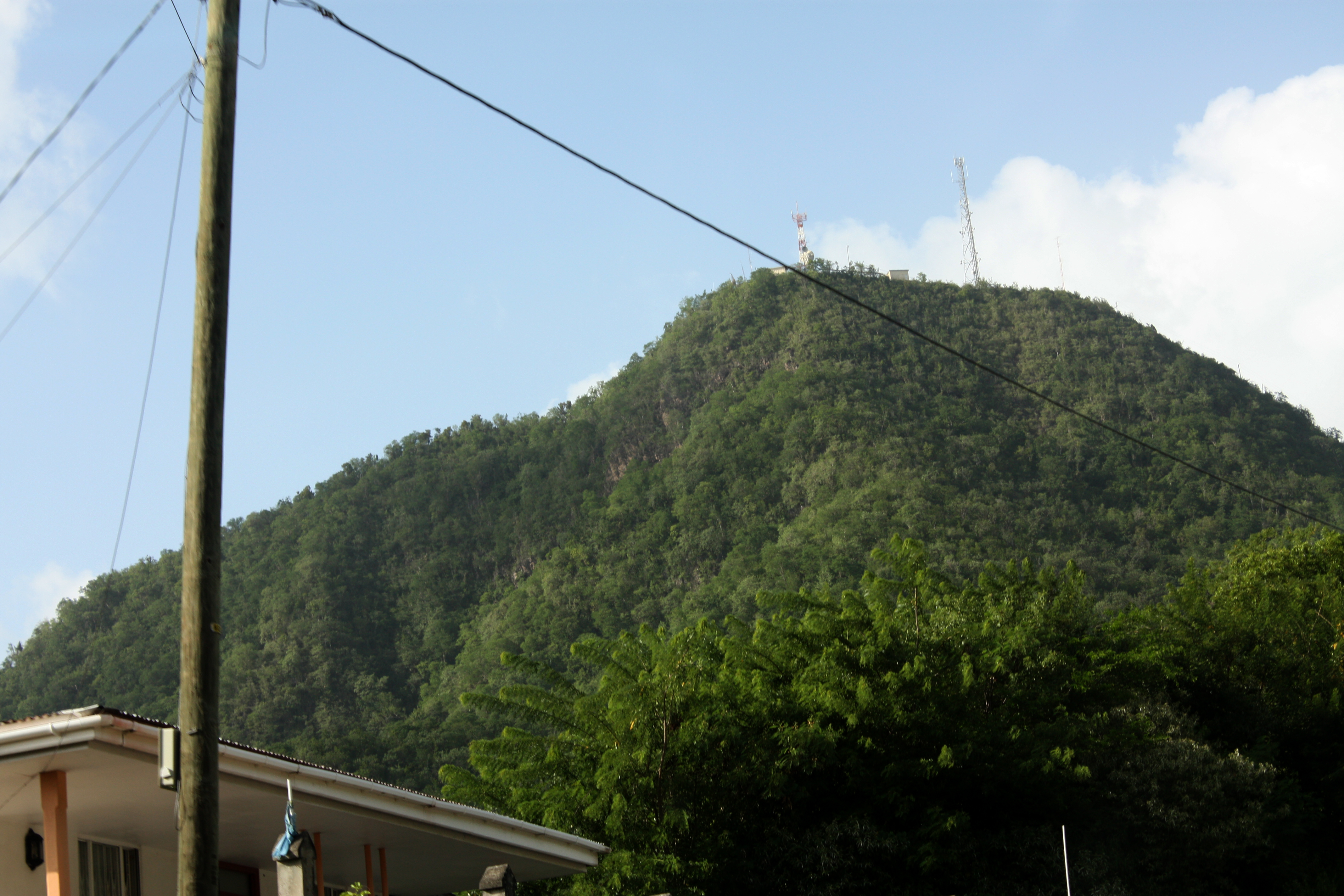
Morne Espagnol es una montaña en la parroquia de Saint Peter, Dominica, con una altitud de 197 metros.

### Geología
Dominica fue la última isla que se formó en el Caribe. La isla se creó por acción volcánica hace unos 26 millones de años. Está situada sobre dos placas tectónicas opuestas. Esto explica que una isla un poco mayor que Singapur tenga montañas de casi 1.524 m.
Geológicamente, Dominica forma parte del escarpado arco volcánico de las Antillas Menores. La columna vertebral central del país, un eje noroeste-sureste de empinadas laderas volcánicas y profundos desfiladeros, varía generalmente en elevación de 300 a 1.400 metros (984 a 4.593 pies) sobre el nivel del mar. Varias estribaciones montañosas de dirección este-oeste se extienden hasta la estrecha llanura costera, salpicada de acantilados marinos y con extensiones llanas que no superan los 2.000 m. El pico más alto es el Morne Diablotins, de 1.447 m; el Morne Trois Pitons, de 1.423 m, se encuentra más al sur y alberga el parque nacional.
El interior presenta montañas escarpadas de origen volcánico. El vulcanismo sigue siendo bastante evidente en la isla; los ejemplos más populares son el Lago Hirviente de Dominica y el "valle de la desolación". El lago hirviente (el segundo más grande del mundo) está dentro de un cráter y se alimenta de una cascada; se cree que la ebullición se debe al calor de una cámara de magma situada bajo el lago. El Valle de la Desolación es un valle sulfuroso de chimeneas volcánicas y fuentes termales que impide el crecimiento de muchas plantas, en marcado contraste con la selva tropical circundante. Técnicamente inactiva en la actualidad, esta caldera entró en erupción por última vez en 1880. Según los informes, la zona que explotó el 4 de enero de 1880 tenía "nueve millas cuadradas".

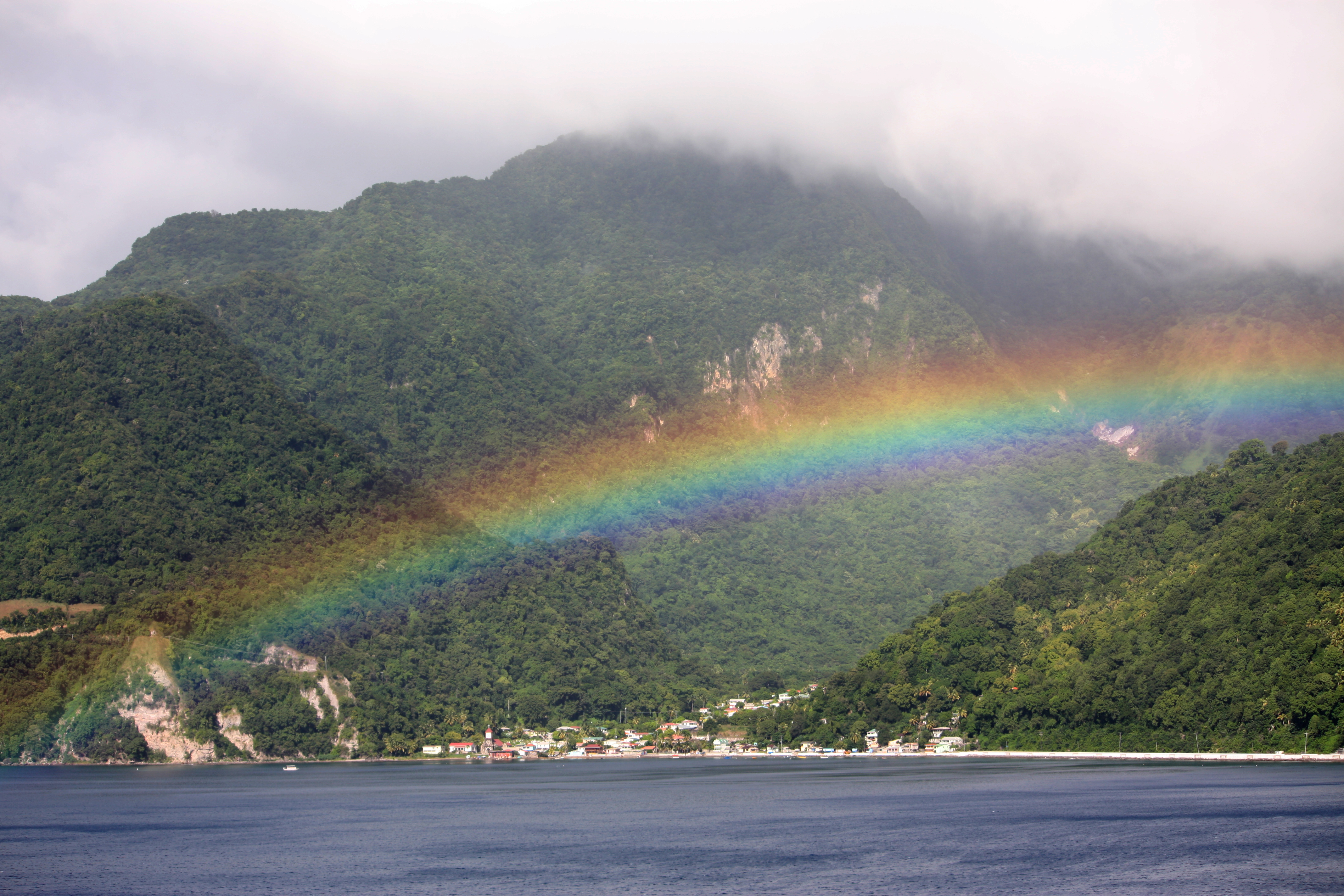
Bahía de Soufrière en Dominica

La escarpada superficie de Dominica está marcada por su pasado volcánico. Las formaciones rocosas son principalmente andesita volcánica y riolita, con rocas caídas y protuberancias de bordes afilados que salpican las bases de las laderas. Los suelos arcillosos y arenosos de tonos claros a oscuros, derivados de las rocas y de la vegetación descompuesta, son generalmente fértiles y porosos. Sin embargo, sólo unos pocos valles interiores y franjas costeras son lo suficientemente planos como para acumular suelos de importancia. Aunque en 1986 se registraron decenas de sacudidas sísmicas, en su mayoría leves, las erupciones volcánicas cesaron hace miles de años. Sin embargo, los manantiales sulfúricos y los respiraderos de vapor, concentrados principalmente en las zonas central y meridional de la isla, siguen activos. Uno de los mayores manantiales, el lago Hirviente, se encuentra en el parque nacional.
Dominica es una isla rica en agua, con rápidos arroyos de montaña que caen en cascada en profundas gargantas y forman piscinas naturales y lagos de cráter. Los arroyos no son navegables, pero muchos son fuentes de energía hidroeléctrica. Las cataratas de Trafalgar, situadas cerca del parque nacional, son uno de los lugares más espectaculares de la isla. Las cataratas están formadas por dos cascadas gemelas conocidas como la madre y el padre o la Mama y el Papa. 

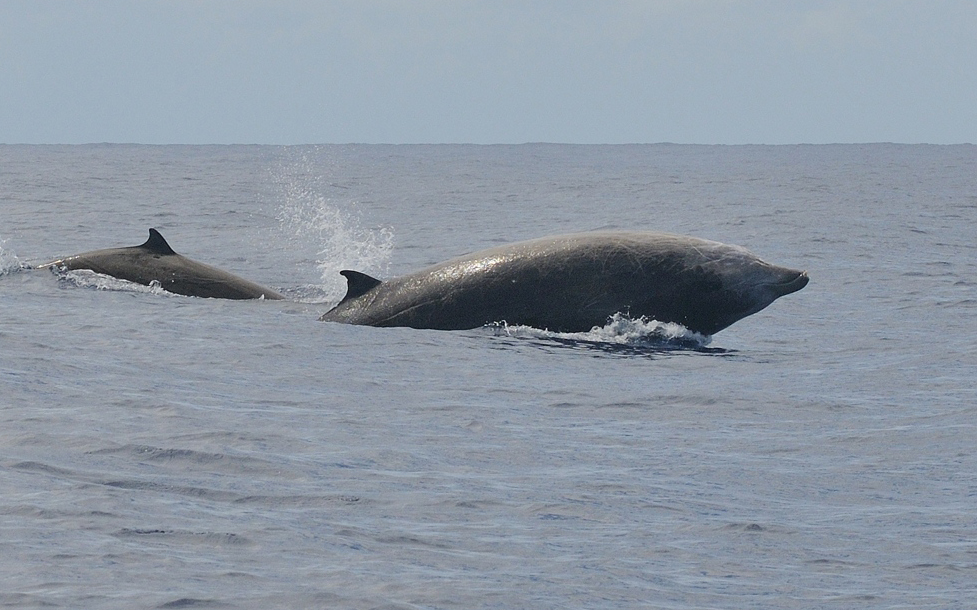
Ballenatos de Cuvier (Ziphius cavirostris) en aguas de Dominica

En la base de la cascada Papa se encuentra una fuente termal natural que calienta una parte de la piscina. Los principales ríos que fluyen hacia el oeste son el Layou y el Roseau, y el principal río que fluye hacia el este es el Toulaman. El mayor lago de cráter, llamado Boeri, se encuentra en el parque nacional. En la isla hay 83 cursos de agua "significativos" de un total de 365, entre los que se incluyen también arroyos y riachuelos.

### Fauna
La cotorra de Sisserou (Amazona imperialis) es el ave nacional de Dominica y es endémica de sus bosques de montaña. Una especie afín, la cotorra de Jaco o de cuello rojo (A. arausiaca), también es endémica de Dominica. Ambas aves son raras y están protegidas, aunque algunos bosques siguen amenazados por la tala, además de la amenaza de los huracanes desde hace mucho tiempo.

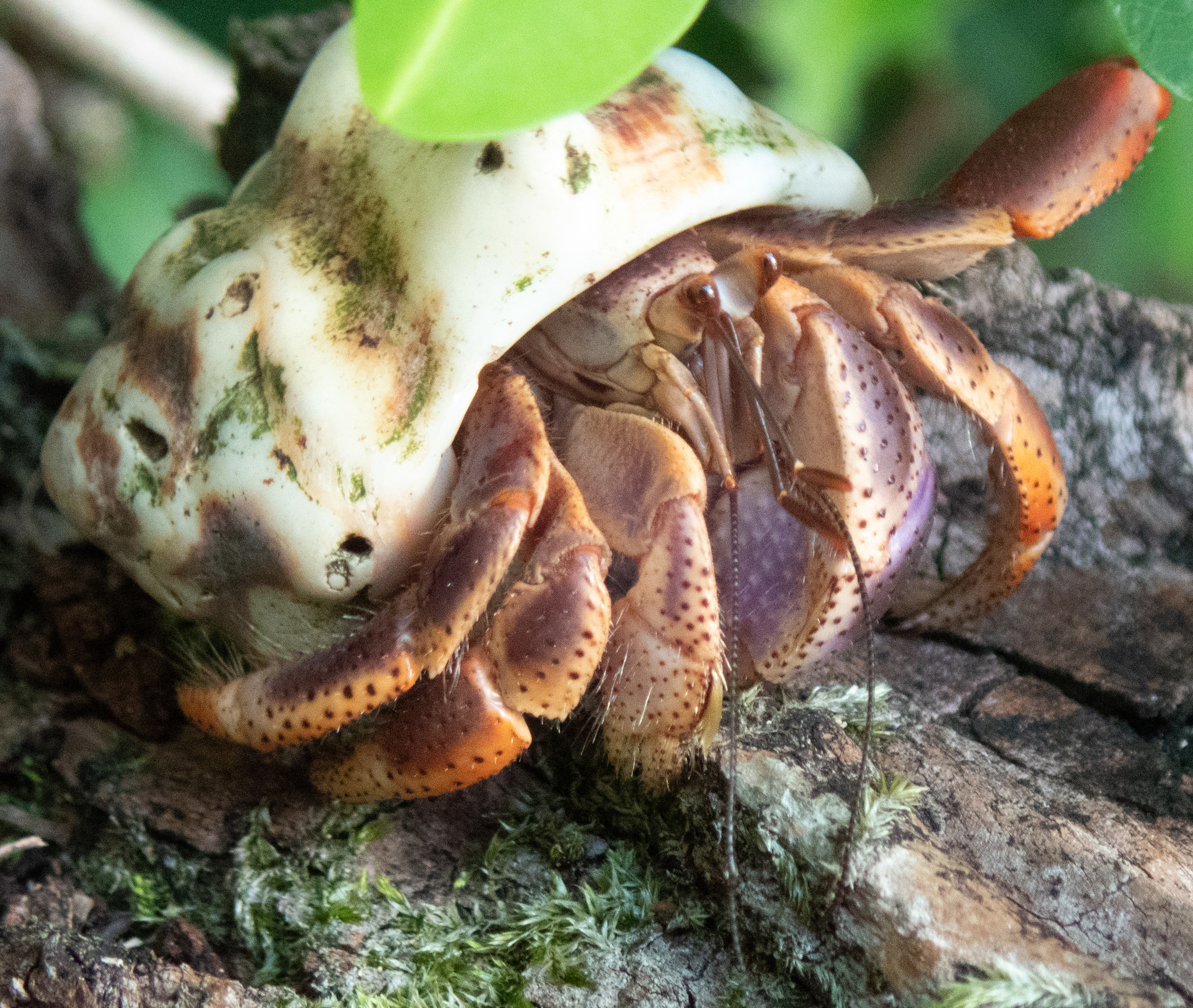
Un cangrejo ermitaño caribeño (Coenobita clypeatus) en una playa de la isla

En Dominica se han registrado al menos cuatro especies de serpientes y 11 de lagartos. Dominica es uno de los últimos reducto importantes de la iguana de las Antillas Menores (Iguana delicatissima), en peligro crítico.
Dominica alberga 195 especies de aves. Debido a su aislamiento, esta cifra es inferior a la de Trinidad, que está más cerca del continente sudamericano (Venezuela) y cuenta con 472 especies de aves.
En el mar Caribe, frente a la costa de Dominica, viven muchos cetáceos. Destaca un grupo de cachalotes que vive en esta zona todo el año. Otros cetáceos comunes en la zona son los delfines tornillo, los delfines moteados pantropicales y los delfines mulares. Otros animales menos comunes son las orcas, las falsas orcas, los cachalotes pigmeos, los cachalotes enanos, los delfines de Risso, los delfines comunes, los delfines moteados del Atlántico, las ballenas jorobadas y las ballenas de Bryde. Esto convierte a Dominica en un destino para los turistas interesados en la observación de ballenas.

El 13 de noviembre de 2023, el Gobierno anunció la creación de una reserva marina de 788 kilómetros cuadrados en la costa este de la isla para proteger a su población de unos 200 cachalotes.

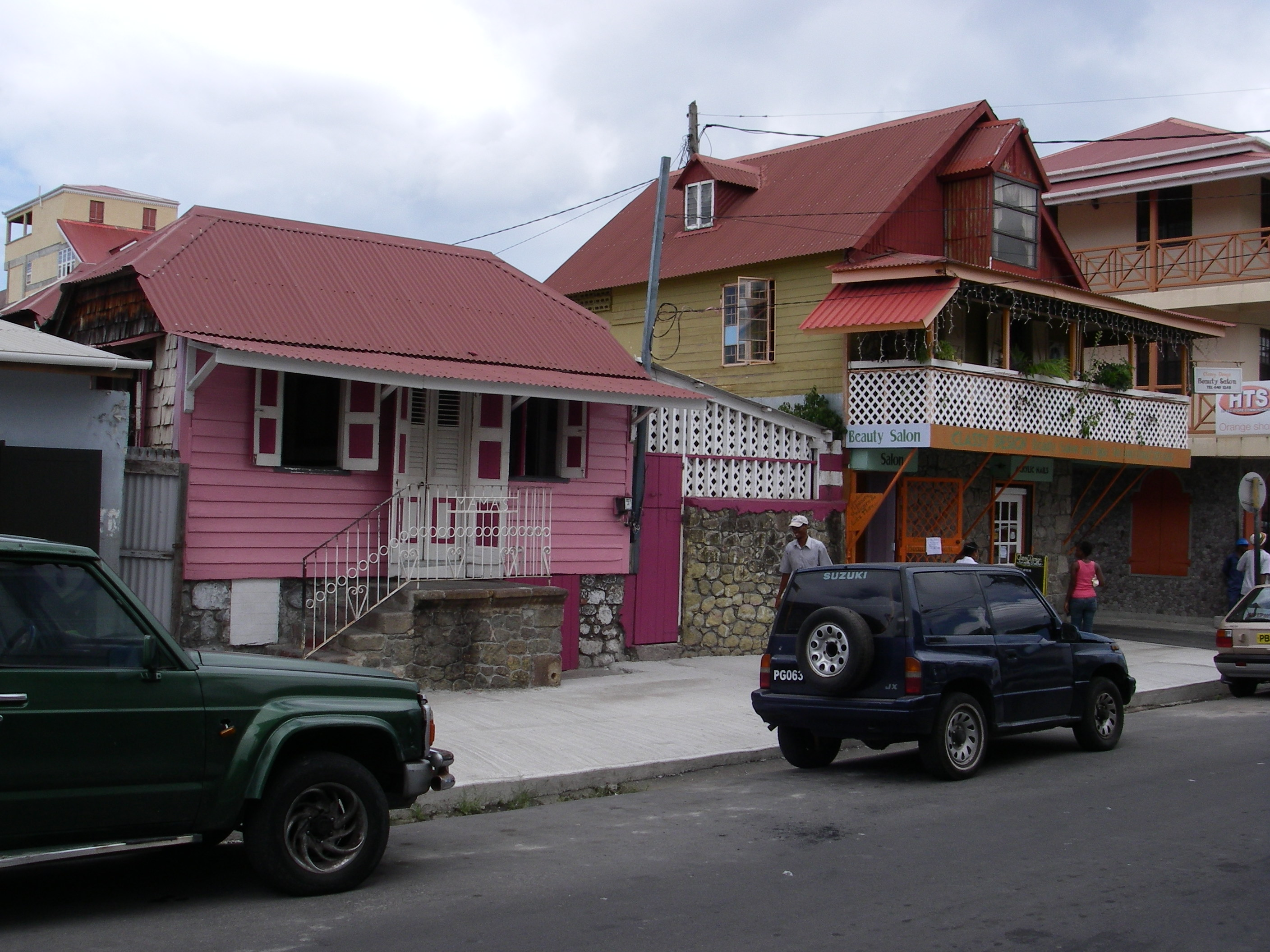
Tiendas en Dominica

## Economía
La economía de Dominica se centra en la prestación de servicios financieros, el turismo y la agricultura, esta última especialmente en la industria del plátano. El 40 % de los trabajadores pertenece al sector agropecuario y son exportadores principales (bananas, jabón, aceite de bebé, vegetales, toronjas, tamarindo y naranjas) y principalmente agricultores. El país posee también algunas industrias (jabón, aceite de coco, turismo, compra, muebles, bloques de cemento y calzados) que representan el 32 % de la fuerza de trabajo.
La emisión de sellos postales, principalmente destinada al coleccionismo filatélico, es también una importante fuente de ingresos para su economía.

### Industria de servicios financieros
Dominica se ha consolidado en los últimos años como uno de los principales centros financieros offshore a nivel internacional. Los sectores más importantes son: la banca offshore, la formación de empresas offshore, y el otorgamiento de servicios de inversión, la financiación estructurada entre otros.
La regulación y supervisión de la industria de servicios financieros se encuentra dentro de las atribuciones del Banco del Caribe del Este y es responsabilidad en específico de la Autoridad Monetaria de Dominica (Financial Service Unit), dependiente del Ministerio de Finanzas.
Debido a la facilidad de poner en funcionamiento empresas offshore sin la necesidad de acudir físicamente, Dominica se está volviendo uno de los centros offshore más grandes del mundo.
Una de las razones por las cuales Dominica está creciendo como uno de los más grandes centros financieros extraterritoriales offshore ha sido la concentración de algunos de los más importantes proveedores de servicios financieros del mundo. Estos incluyen bancos comerciales, de inversión y entidades financieras globales tales como Scotiabank, Royal Bank of Canada, The Cathedral Investment Bank, Agricultural Industrial and Development Bank, así como el Interoceanic Bank of the Caribbean.
Desde 1995 los centros financieros extraterritoriales, como Dominica, fueron objeto de una creciente presión por parte de la OCDE relacionada con sus regímenes fiscales supuestamente perjudiciales para el entorno global, donde la OCDE deseaba impedir que los regímenes que favorecían las bajas tasas impositivas tuviesen ventajas frente al mercado onshore.
La OCDE amenazó con colocar a Dominica y otros paraísos fiscales en una lista negra y la imposición de sanciones contra ellos. Sin embargo, Dominica logró evitar ser colocada en dicha lista comprometiéndose a realizar una reforma normativa para mejorar la transparencia y empezar a intercambiar información con los países miembros de la OCDE acerca de sus ciudadanos. Sin embargo sus requerimientos de confidencialidad bancaria siguen siendo algunos de los más estrictos del mundo.
Debido a sus elevados niveles de secretismo financiero y bancario, Dominica había aparecido previamente en la lista negra del GAFI en 2000.

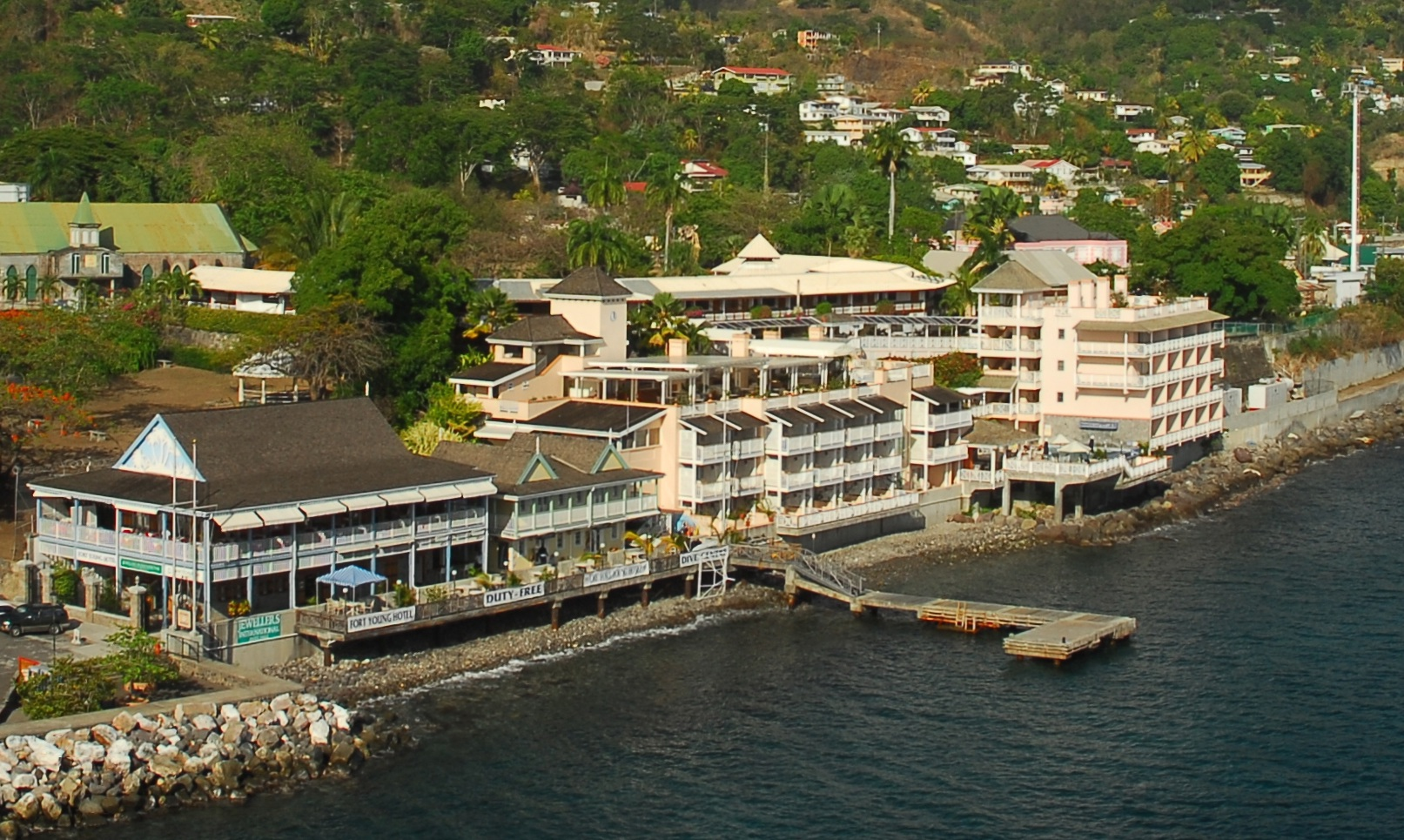
Hotel en la costa de Dominica

Actualmente Dominica no figura en ninguna lista negra y ha logrado adaptarse a los estrictos cambios regulatorios del mercado global para mejorar la transparencia de la información financiera.

### Situación económico-social
La economía del país muestra alta pobreza (30 %), desempleo (23 %), y un bajo índice per cápita (5400 USD). La economía dominica ha sido afectada por problemas en la industria bananera. Toda la economía sufre cuando el clima daña las cosechas de banano o cuando el precio del banano cae. Los Estados Unidos han cerrado el acceso de las bananas a su mercado, causando una baja en la demanda de banano. En consecuencia, el gobierno privatizó la industria del banano. También el gobierno dominiqués ha tratado de diversificar la economía y ha levantado los controles de precio para intentar mover la economía. El gobierno está tratando de desarrollar el turismo, en especial el ecoturismo.
Para el abastecimiento de combustible, participa en Petrocaribe, recibiendo para sus necesidades a bajo costo petróleo de Venezuela. Dominica forma parte del ALBA.

### Inmigración Económica
La Mancomunidad de Dominica ofrece una ciudadanía económica oficial y por mandato legal a quienes busquen una segunda ciudadanía válida. La ley de nacionalidad de Dominica autoriza al Gobierno a renunciar al requisito normal de siete años de residencia legal para adquirir la ciudadanía a cambio de una inversión en la economía de su país. La contribución requerida para un solicitante principal comienza en US$100.000 a través del Fondo de Diversificación Económica.

Países caribeños que usan el Dólar del Caribe Oriental como su moneda común

Alternativamente, desde 2014, los solicitantes pueden hacer una inversión mínima de US$200.000 en bienes raíces preaprobados de resorts exclusivos de la isla o de marcas globales como Marriott, Kempinski o Hilton. Según los funcionarios, el programa de ciudadanía por inversión (CBI) fue un "salvavidas" económico y fiscal tras la tormenta tropical Erika en 2015 y el huracán María en 2017, y su nueva opción de inversión se había convertido en la principal fuente de inversión extranjera directa en Dominica a principios de 2016. La ciudadanía de Dominica permite a una persona convertirse en un ciudadano global que proporciona acceso a los mercados globales. Solicitar la ciudadanía de Dominica requiere interactuar con agentes oficiales de ciudadanía económica aprobados por el gobierno como primer paso en el proceso de solicitud. Este programa está valuado en 16% de los ingresos totales del gobierno a partir de 2018.
La gestión gubernamental del programa de ciudadanía económica y una percepción inicial de falta de transparencia en el uso de los ingresos generados son un tema frecuente de acalorada controversia política interna. Posteriormente, tras la implementación de nuevas medidas en 2023 de diligencia debida más estricta y el mantenimiento del programa de acuerdo con las normas internacionales, se resolvieron los problemas. Refiriéndose a la oposición, el primer ministro Skerrit declaró en 2016 que "Si pueden desacreditar el Programa de Ciudadanía por Inversión y hacer de Dominica un lugar poco atractivo para obtener la ciudadanía, entonces los ingresos caerían y el gobierno no podría reconstruir el país. Desde entonces, el Gobierno de Dominica ha mejorado la transparencia de los fondos del CBI. 

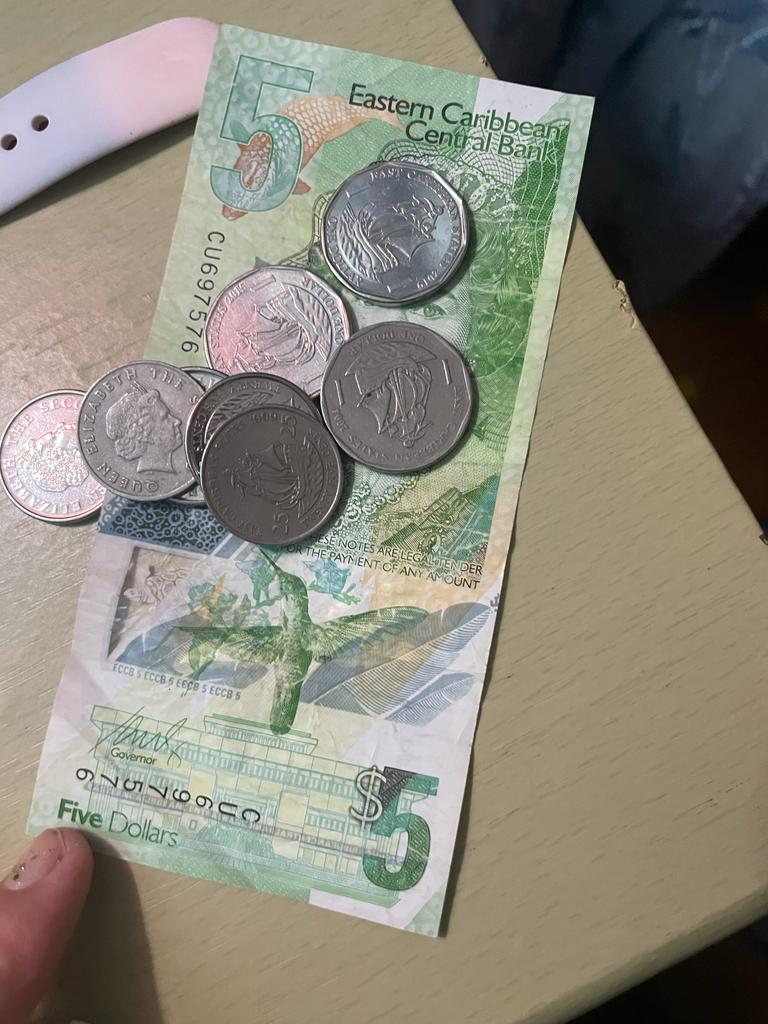
Dólares emitidos por el Banco Central del Caribe Oriental

Según el Discurso sobre el Presupuesto 2018-2019 del primer ministro Skerrit, el Programa CBI de la isla ha ayudado a desarrollar un piloto de Seguro Nacional de Salud que proporciona a los niños de Dominica con condiciones médicas críticas tratamiento en el extranjero. Debido a que muchos residentes fueron desplazados por el impacto del huracán María en la pequeña isla caribeña, el gobierno se comprometió a construir 5.000 viviendas a prueba de huracanes, de las cuales el primer lote de 125 casas estaba programado para ser ocupado en febrero de 2019. El Programa CBI también ha ayudado significativamente a desarrollar y crear empleos en el sector del ecoturismo de la isla. Además, la administración de Skerrit reservó 5 millones de dólares del Caribe Oriental cada mes para la construcción de un nuevo aeropuerto.
La publicación Professional Wealth Management del Financial Times clasificó a Dominica como el mejor programa de ciudadanía por inversión del mundo en su Índice CBI anual. Según el informe, los inversores eligen la ciudadanía de Dominica porque tiene el umbral de inversión más asequible, el proceso de solicitud es directo y ágil, mientras que los controles de seguridad a los que se somete a cada solicitante siguen siendo muy estrictos.

### Turismo
El turismo en Dominica consiste sobre todo en hacer senderismo por la selva tropical, conocer sus playas y llegadas en cruceros.
La industria turística de Dominica está en pañales en comparación con otras islas del Caribe. Durante muchos años, su terreno accidentado, la falta de playas de arena blanca y unas infraestructuras subdesarrolladas impidieron el desarrollo turístico a gran escala. En los últimos años, Dominica se ha promocionado con éxito como la "isla natural del Caribe", tratando de atraer a ecoturistas interesados en los paisajes y la vida salvaje. El gobierno es consciente de que el turismo intensivo es incompatible con la conservación del ecosistema de la isla, y en 1997 firmó un acuerdo con Green Globe, la división medioambiental del Consejo Mundial de Viajes y Turismo, para desarrollar la isla como "destino ecoturístico modelo". El programa, de tres años de duración, aportó conocimientos técnicos sobre gestión medioambiental, además de ayudar a comercializar Dominica a través de empresas de viajes especializadas.

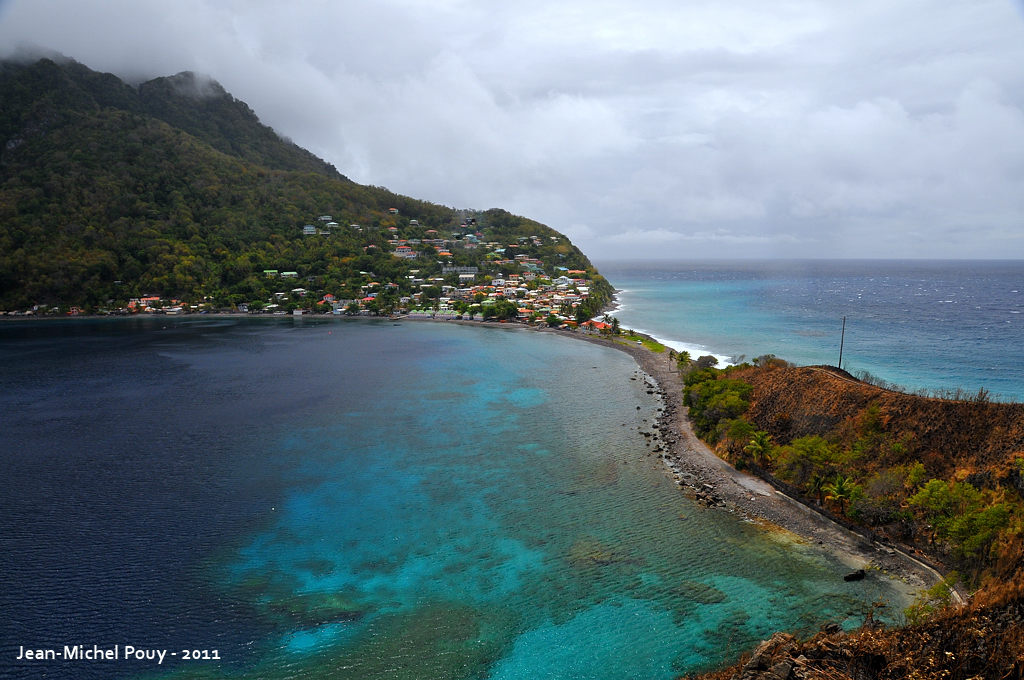
Scott Head, Dominica

Al mismo tiempo, el gobierno ha fomentado un aumento constante de la capacidad turística de Dominica, con la construcción de numerosos hoteles nuevos y una inversión considerable en instalaciones para cruceros. El nuevo embarcadero de cruceros de Prince Rupert Bay, cerca de Portsmouth, ha aumentado drásticamente el número de buques que hacen escala anualmente y ha traído importantes oportunidades relacionadas con el turismo a la antes deprimida comunidad de Portsmouth. Las llegadas anuales de turistas se estiman en 200.000, de los cuales unos 75.000 son visitantes que pernoctan. La gran mayoría son visitantes de cruceros que pasan poco tiempo y gastan poco dinero en la isla. Los ingresos del turismo alcanzaron los 49 millones de dólares en 1999.
En comparación con muchas otras islas del Caribe, la industria turística de Dominica puede considerarse poco desarrollada (65.000 visitantes al año). No cuenta con cadenas hoteleras de fama mundial.

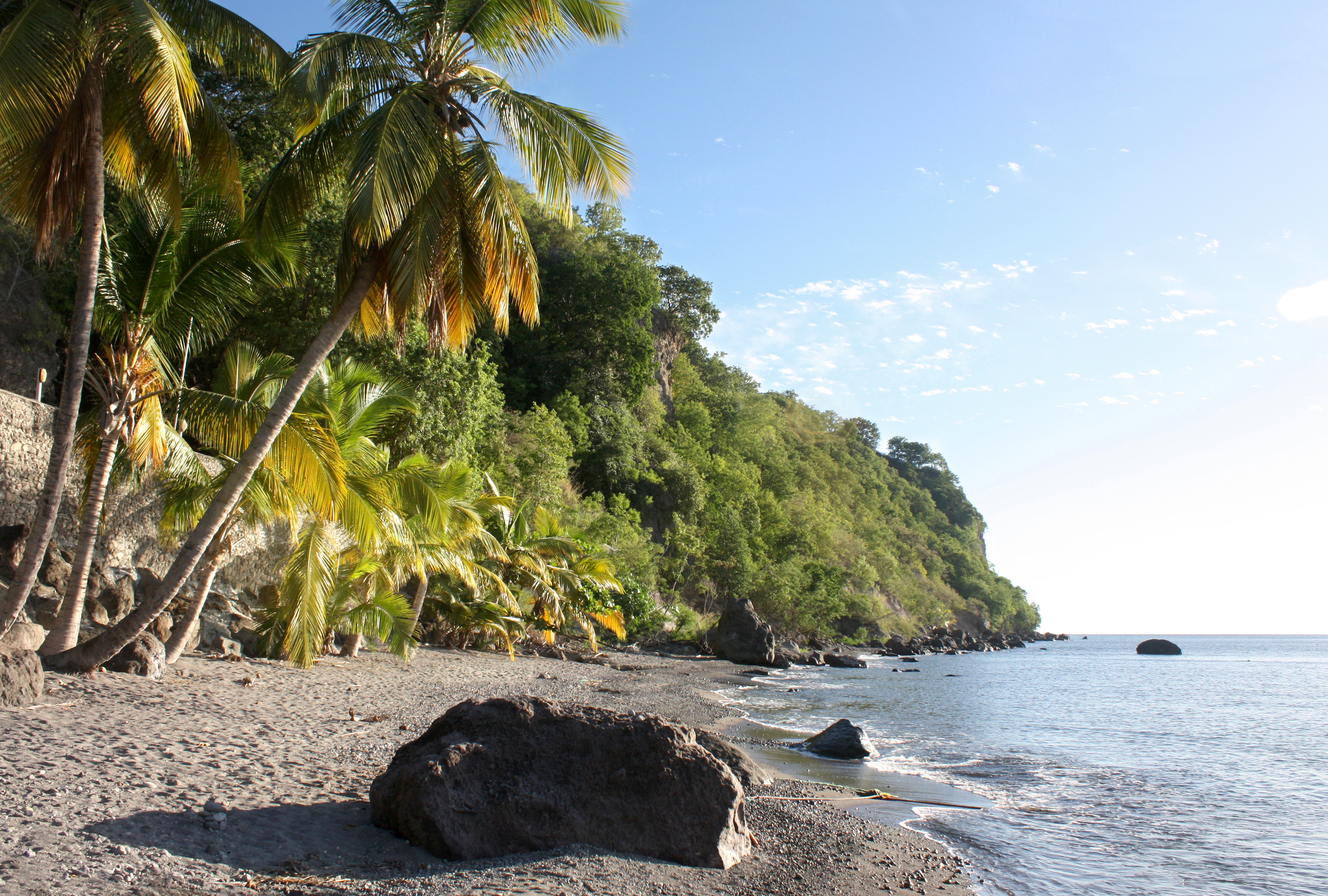
Bahía Batalie en Dominica

Sin embargo, Dominica cuenta con algunos lugares turísticos famosos, como el Indian River en Portsmouth, Emerald Pool, las cataratas de Trafalgar, Scotts Head (donde el océano Atlántico se encuentra con el mar Caribe) y el segundo lago hirviente más grande del mundo, que está dentro del parque nacional Morne Trois Pitons. El propio parque nacional ha sido declarado Patrimonio de la Humanidad. Un artículo del New York Times de 2005 informaba de que los lugareños, que creen que el culpable más probable es un terremoto, afirman que el lago hirviente ha disminuido en volumen y efecto (en el sentido de impresionar a los visitantes) en los últimos años.
Este país insular también cuenta con numerosos puntos de buceo con pronunciados desniveles, un medio marino sano y arrecifes.
En 2004, por su entorno natural, Dominica fue elegida como uno de los principales lugares de rodaje de Piratas del Caribe: el cofre del hombre muerto y su continuación, En el fin del mundo. Hampstead Beach, Indian River, Londonderry River, Soufriere y Vieille Case, situada en el extremo norte de la isla, fueron algunos de los lugares seleccionados para el rodaje. La producción terminó el 26 de mayo de 2005. El reparto, el equipo y sus anfitriones isleños celebraron una "Fiesta de Supervivientes de Dominica".

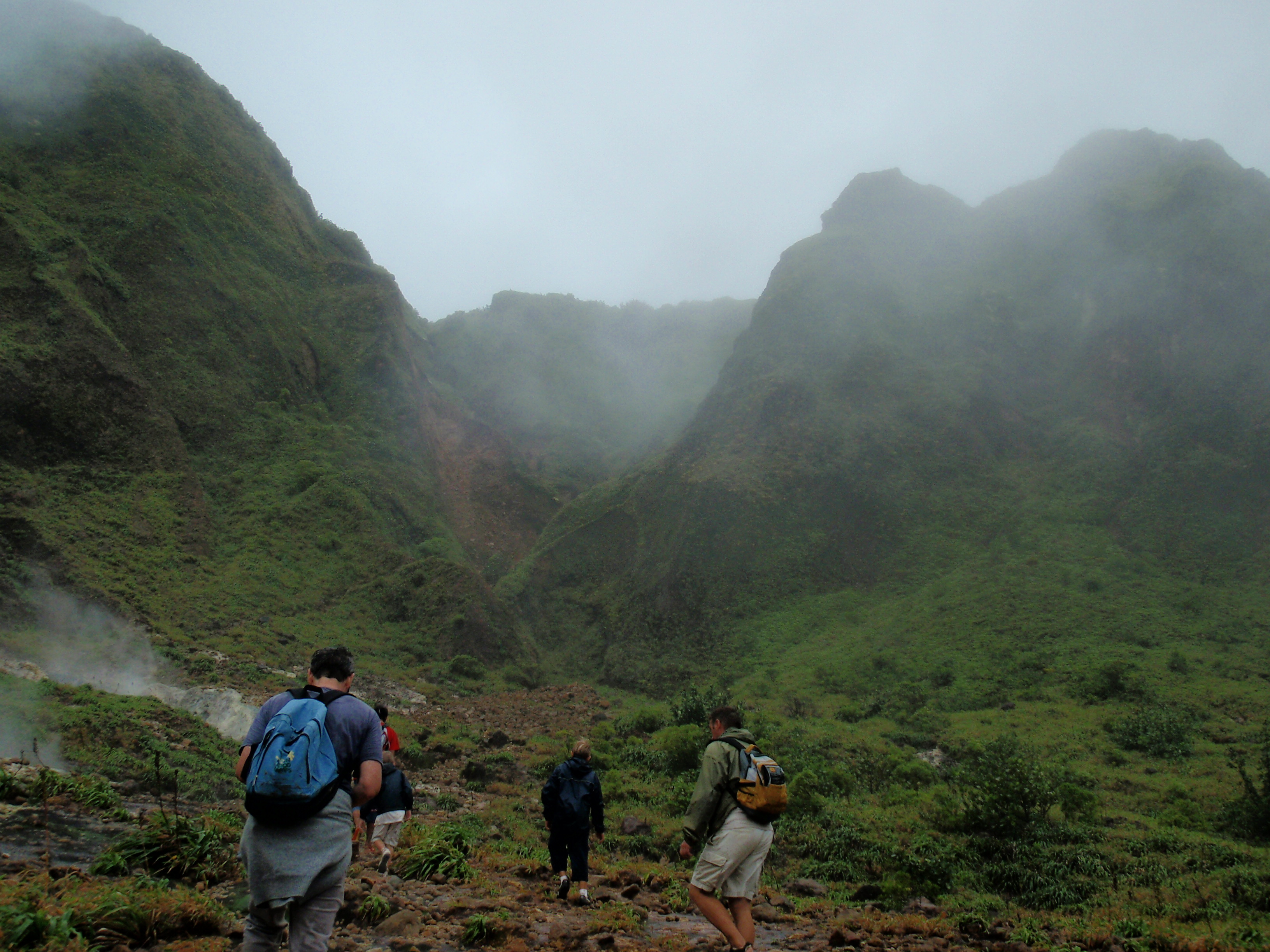
Valle de la Desolación en Dominica

Celebrity Cruises, Carnival Cruise Lines, Princess Cruise Lines y Oceanía Cruise Lines han hecho de Dominica uno de sus puertos de escala. El muelle está situado en la capital, Roseau, y es un muelle sencillo. Otras islas caribeñas -como Santo Tomás, Barbados, Santa Lucía y Antigua- cuentan con instalaciones más amplias en el muelle de cruceros.
Los mercados de paja de Dominica abren los martes, cuando atracan los cruceros. Estas tiendas, regentadas por lugareños, están situadas en la calle principal, frente al muelle, y detrás del Museo de Dominica. No hay otros mercados de paja en el norte de la isla.

## Transporte
Hay dos aeropuertos en la isla. El principal, el aeropuerto Douglas-Charles (DOM), tiene vuelos directos desde Miami con American Eagle. Está en la costa noreste y a unos 45 minutos en coche de Portsmouth (una hora de Roseau). El segundo es el aeropuerto de Canefield (DCF), a unos 15 minutos de Roseau, en la costa suroeste. 

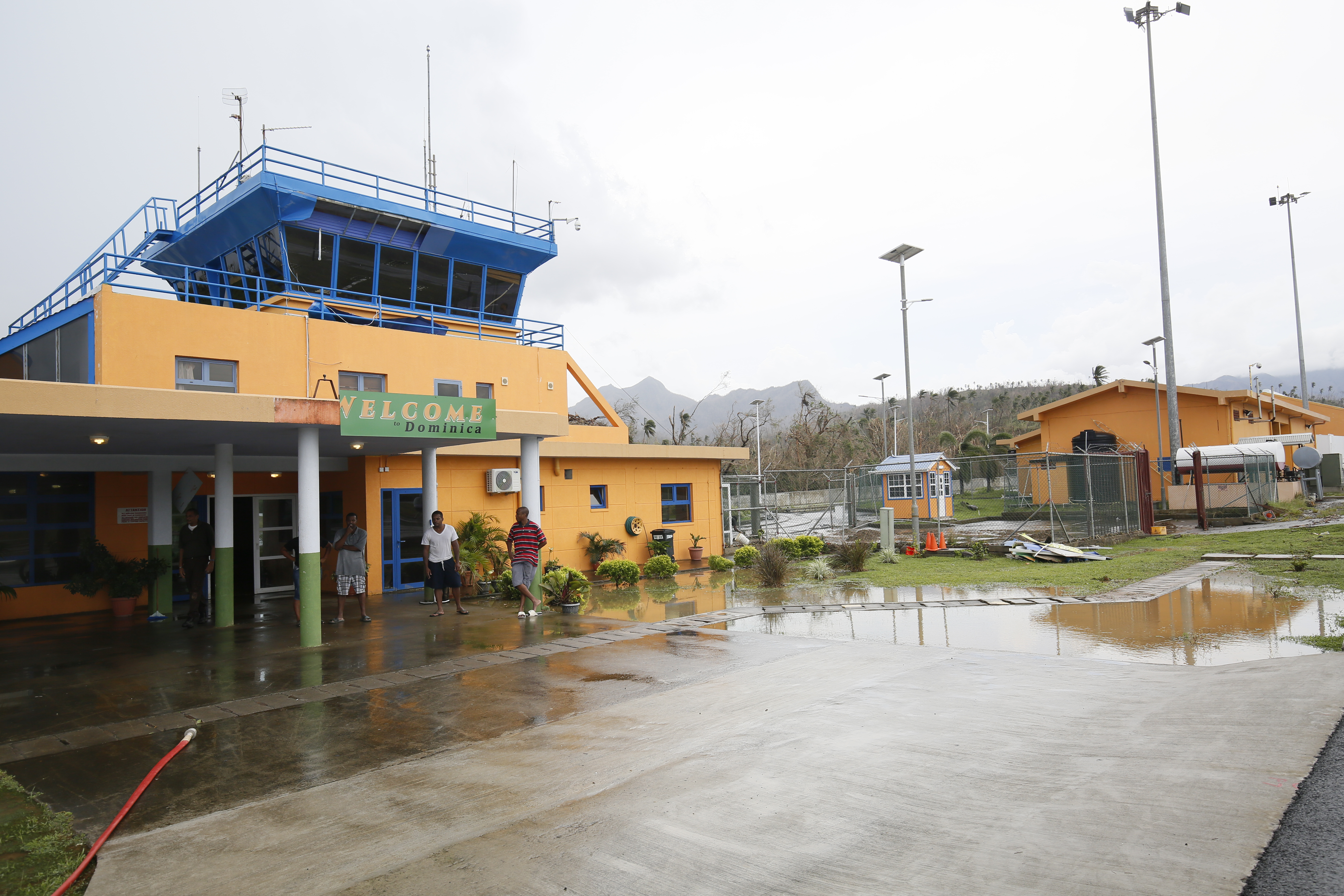
Edificio de la terminal principal del aeropuerto Douglas-Charles, en la isla caribeña de Dominica.

El aeropuerto Douglas-Charles es apto para un uso limitado de aviones comerciales debido a la longitud de la pista. Douglas-Charles cuenta con servicios regulares de Air Sunshine, Winair y Seaborne Airlines, que utilizan aviones bimotores turbohélice como el ATR y el Saab 340, así como Conviasa y Amerijet, que, con Boeing 727 Freighters, es la única aerolínea con servicio de reactores a la república. Alrededor de 2006 se inició un proyecto de ampliación de la pista y mejora de los servicios en el aeropuerto Douglas-Charles, que finalizó en 2010. En marzo de 2013, la aerolínea American Eagle interrumpió sus vuelos a la isla alegando los elevados costes laborales.

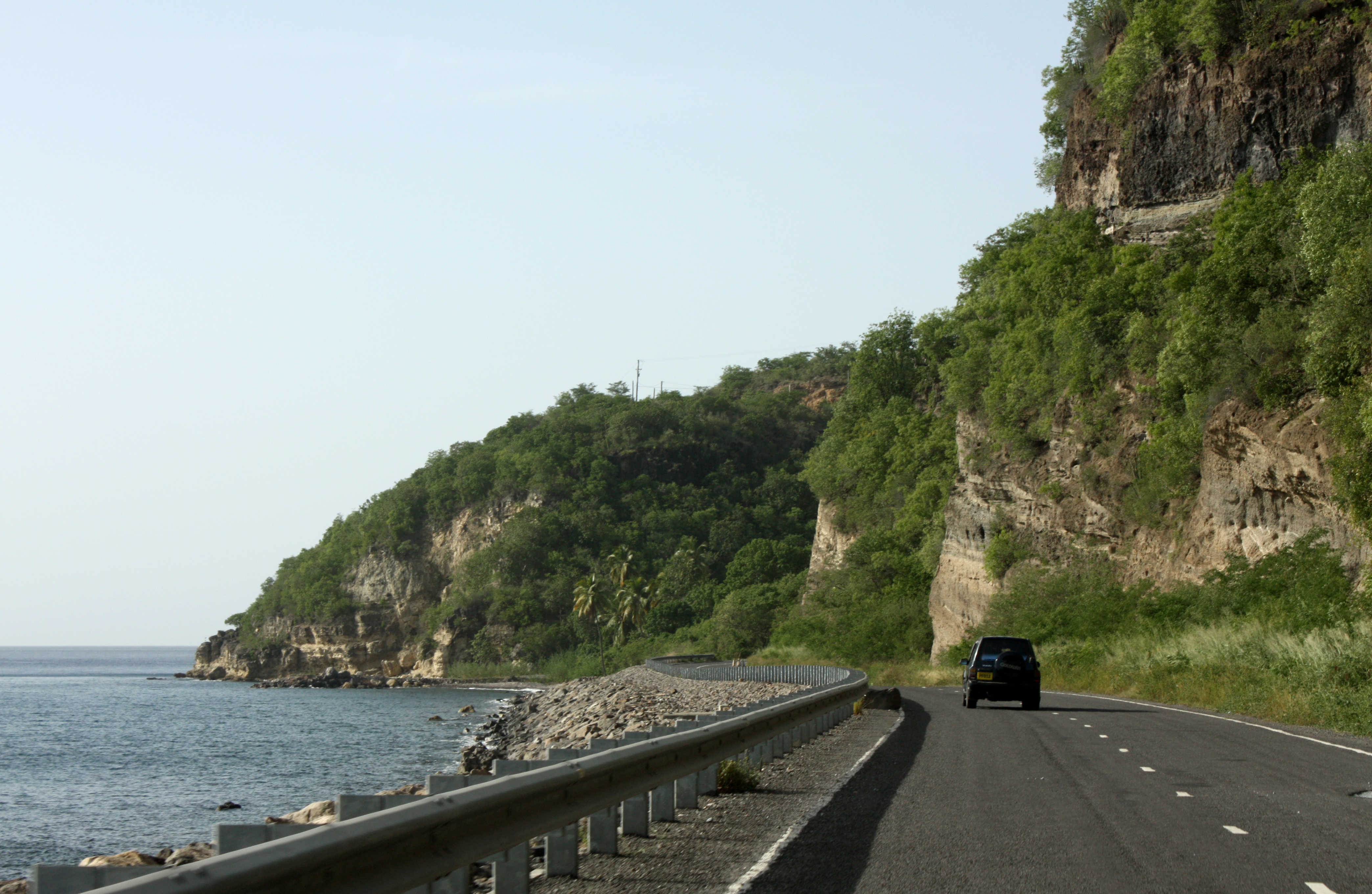
Carretera de Dominica en la parroquia de Saint Peter

La red de carreteras de Dominica discurre principalmente a lo largo de la costa y de los valles fluviales. Las carreteras principales son autopistas de dos carriles que conectan la capital, Roseau, con Portsmouth (autopista Edward Oliver Leblanc) y el aeropuerto Douglas Charles (autopista Dr. Nicholas Liverpool). Se tardan unos 45 minutos en vehículo de Portsmouth a Roseau. Los minibuses privados constituyen el principal sistema de transporte público. Estas carreteras principales se reconstruyeron desde principios de la década de 2010 hasta 2015 con ayuda de la República Popular China y la Unión Europea.
Debido a la tormenta tropical Erika de 2015, varios firmes de carreteras y puentes resultaron dañados por inundaciones y corrimientos de tierra, incluso en la recién terminada autopista E.O. LeBlanc (Roseau a Portsmouth) y la autopista Dr. Nicholas Liverpool (Pont Cassé al aeropuerto Douglas Charles). Para paliarlo, el Gobierno anunció su intención de instalar puentes de emergencia en Roseau Valley, cerca de las cataratas de Trafalgar, hasta Wotten Waven y en Emshall. El huracán María de 2017 también dañó la red de carreteras.

## Demografía

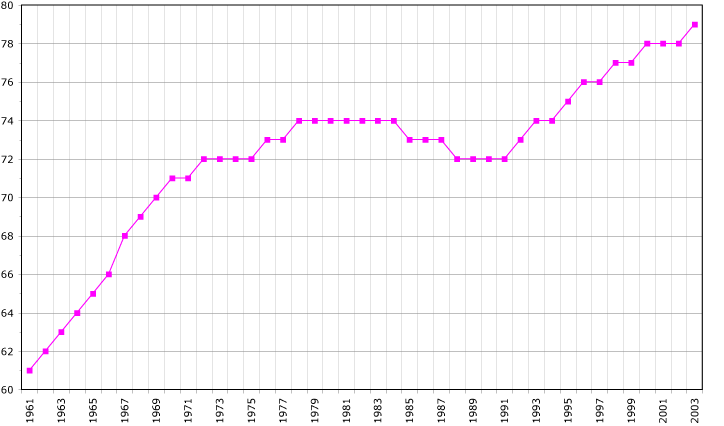
Evolución de la población entre 1961 y 2003 (cifras de la FAO, 2005). Población en miles de habitantes.

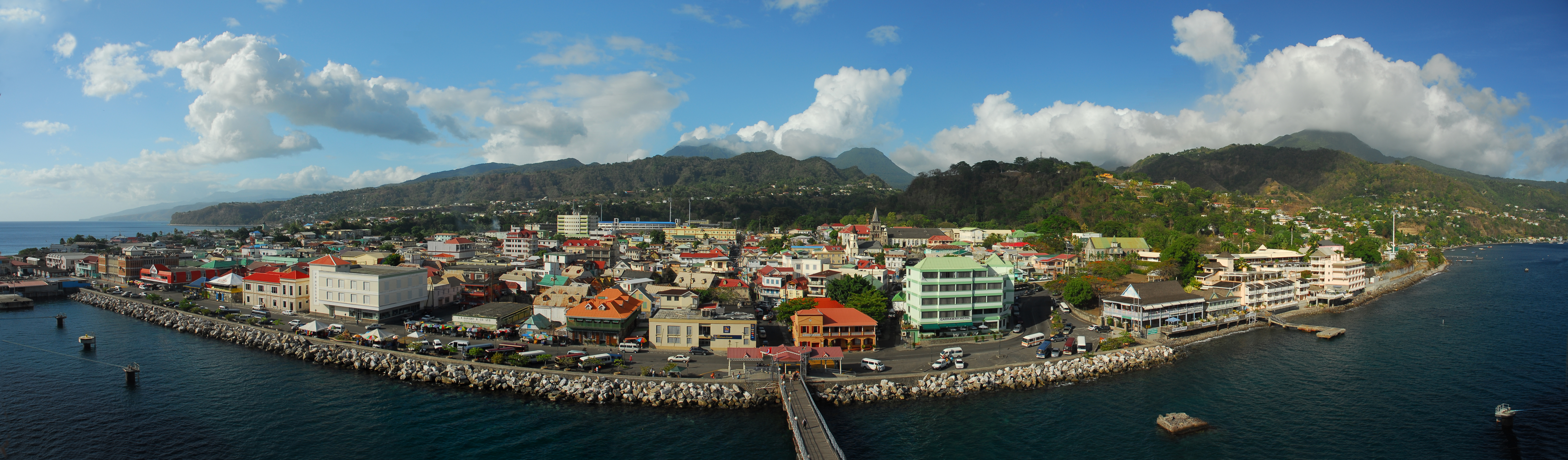
Roseau, capital de Dominica.

Casi todos los habitantes de Dominica son descendientes de personas africanas esclavizadas  por plantadores coloniales en el siglo XVIII. Dominica es la única isla del Caribe en retener algo de su población precolombina, los indios caribe; alrededor de 3000 viven en la costa este de la isla.
La tasa de crecimiento de población es muy baja, principalmente debido a la emigración hacia islas caribeñas más prósperas, a Estados Unidos, y Canadá. El inglés es el idioma oficial y universalmente entendido; sin embargo, debido a la histórica dominación francesa, el criollo antillano patwa, un patois francés, se habla ampliamente. Cerca del 80 % de la población es de religión católica. En los últimos años, se han establecido en el país diversas iglesias protestantes. El 97,1 % de la población está alfabetizada.
De acuerdo a estimaciones realizadas en 2013, las tres localidades más pobladas de la isla superaban los 3000 residentes. Estas eran: la capital Roseau (12 897 habitantes), Canefield (3677 habitantes) y Portsmouth (3359 habitantes).

### Religión

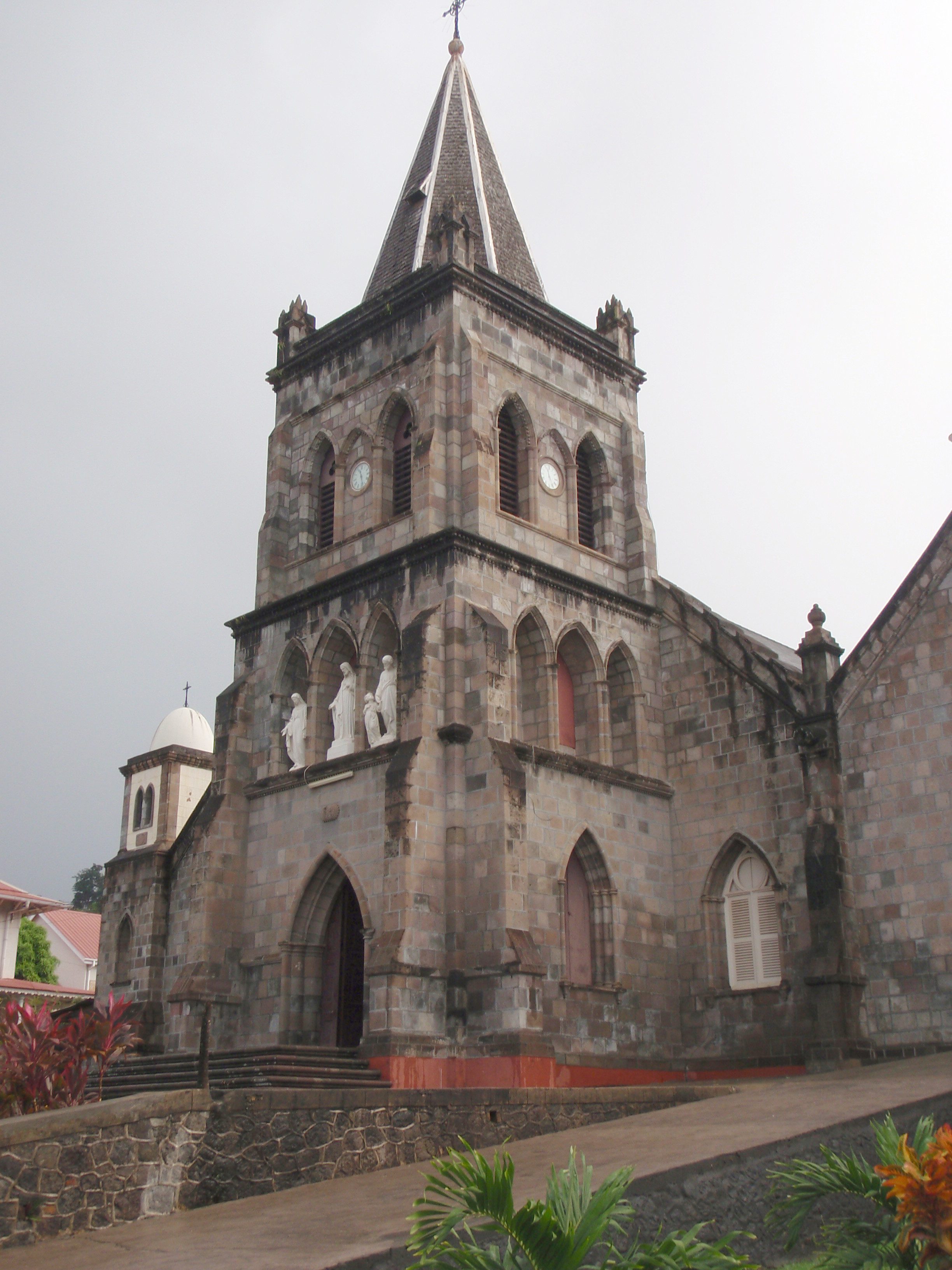
Catedral de Roseau, Dominica.

La mayor parte de los habitantes de Dominica son seguidores del Cristianismo. El 61,4% de la población es cristiana católica, aunque desde tiempos coloniales se han establecido diversas iglesias protestantes. Alrededor del 10-12 % de la población pertenece a alguna de las denominaciones del Séptimo Día, que incluye la Congregación de Yahvé, la Iglesia de Dios (Séptimo Día) y la Iglesia Adventista del Séptimo Día.
Según la Association of Religion Data Archives, en 2010 la World Christian Database informó de que los mayores grupos religiosos no cristianos incluían: el espiritismo, seguido por el 2,6% de la población; Bahaísmo, seguido por el 1,7%; el budismo, el hinduismo y el islam, seguidos cada uno por el 0,1%; la religión popular china y las neorreligiones serían seguidas por un <0,1% de la población.
Los no creyentes (ateos y agnósticos) serían el 0,5%.

### Educación
La escolarización en Dominica es obligatoria hasta la secundaria. Tras la educación preescolar, los alumnos asisten a la escuela primaria durante seis o siete años, y son admitidos en secundaria mediante un Examen Común de Acceso.Después de cinco años, los alumnos se presentan al Certificado General de Educación (GCE), ampliamente sustituido por el Certificado de educación secundaria del Caribe, administrado por el Consejo de Exámenes del Caribe (una confederación de 15 miembros de la comunidad del Caribe (CARICOM)). La versión más avanzada de este examen, CAPE, puede realizarse una vez completados dos años de colegio comunitario.La isla tiene su propio Dominica State College, antes llamado Clifton Dupigny Community College. Algunos dominicanos asisten a universidades en Cuba con becas ofrecidas por su gobierno; otros van a la Universidad de las Indias Occidentales o a universidades en el Reino Unido, Estados Unidos u otros países.

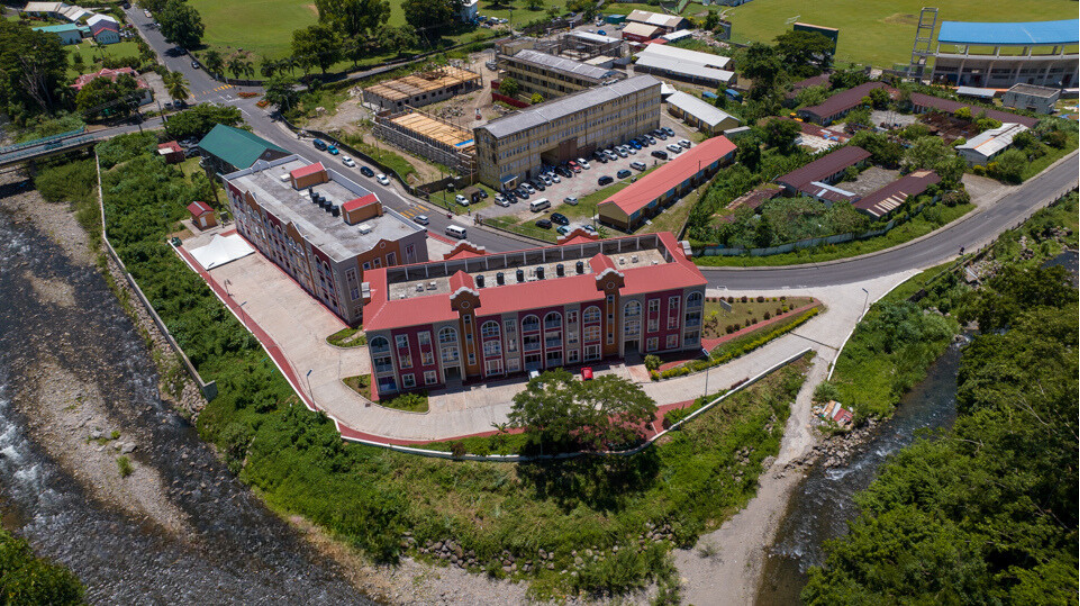
Centros educativos en Dominica

El Centro de Investigación y Educación Tropical Archbold, una estación de campo biológica propiedad de la Universidad de Clemson, está ubicada en Springfield Estate, entre Canefield y Pont Cassé. En 2006, la Escuela de Medicina de la Universidad de Todos los Santos abrió sus puertas en instalaciones temporales en Loubière, más tarde se ubicó en Roseau. El Instituto de Ecología Marina Tropical de Mahaut cerró en 2009.
La Escuela de Medicina de la Universidad de Ross estaba ubicada en Portsmouth. Ross había estado operando en Dominica desde la década de 1980. Había 1000 estudiantes de medicina que llegaban anualmente de los EE. UU. y Canadá que estudiaban en la Universidad de Ross, pero el campus fue reubicado permanentemente en Barbados a principios del semestre de primavera de 2019 debido a los grandes daños causados por los huracanes en el campus local.
En mayo de 2023, el Primer ministro anunció la Escuela de Medicina Americana-Canadiense (ACSOM) en Picardía, que comenzaría sus clases en septiembre. Los estudiantes pasarán dos años en Dominica para su formación preclínica antes de completar sus prácticas clínicas en los Estados Unidos.

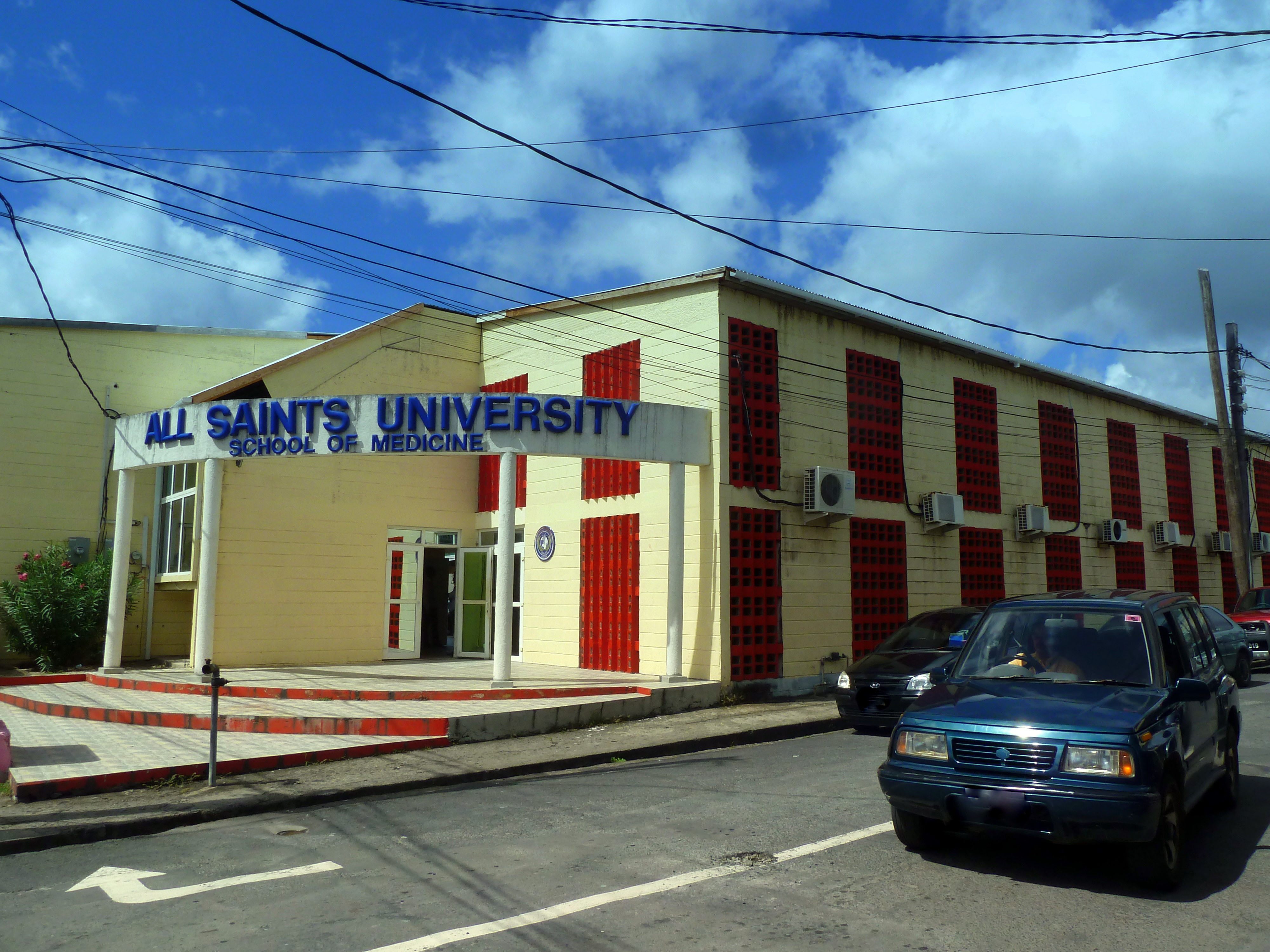
Escuela de Medicina de la Universidad de All Saints (Todos los Santos)

La biblioteca y Servicio de Información de Dominica (DLIS) cumple un papel integral en la educación de sus ciudadanos. El DLIS presta servicios a la población de Dominica a través de tres componentes: servicios de biblioteca pública, servicios de documentación e investigación y servicios de archivo. Bajo la dirección del Ministerio de Educación y Desarrollo de Recursos humanos, la institución fue creada en 1843 con la apertura de salas de lectura, la primera biblioteca pública de Dominica, Victoria Memorial. El DLIS cumple un papel integral en la educación de los ciudadanos del país. 
La creación de una biblioteca pública en Dominica no fue fácil, aunque el impulso fue noble y ayudaría a "la gente de color... [mejorar] su suerte a medida que avanzaban por el camino hacia la libertad completa...". (Boromé, 203). La biblioteca dominicana comenzó como una sala de lectura que evolucionó hasta convertirse en una biblioteca pública y gratuita que no era totalmente gratuita: los usuarios debían pagar una cuota de suscripción. Sobreviviendo a discordias religiosas y políticas, a la gran depresión y a dos guerras mundiales, la biblioteca finalmente quedó bajo el cuidado del gobierno, donde se reservaron fondos para su mantenimiento. Irónicamente, las primeras etapas de la historia de la biblioteca se dedicaron a eliminar el "malsonante" y "bárbaro patois" que se conserva. Sin embargo, logró su objetivo de "disminuir el altísimo porcentaje de analfabetismo de la isla". La biblioteca histórica fue demolida tras el paso del huracán María en 2018, y se prevé su reconstrucción con una perspectiva más moderna.

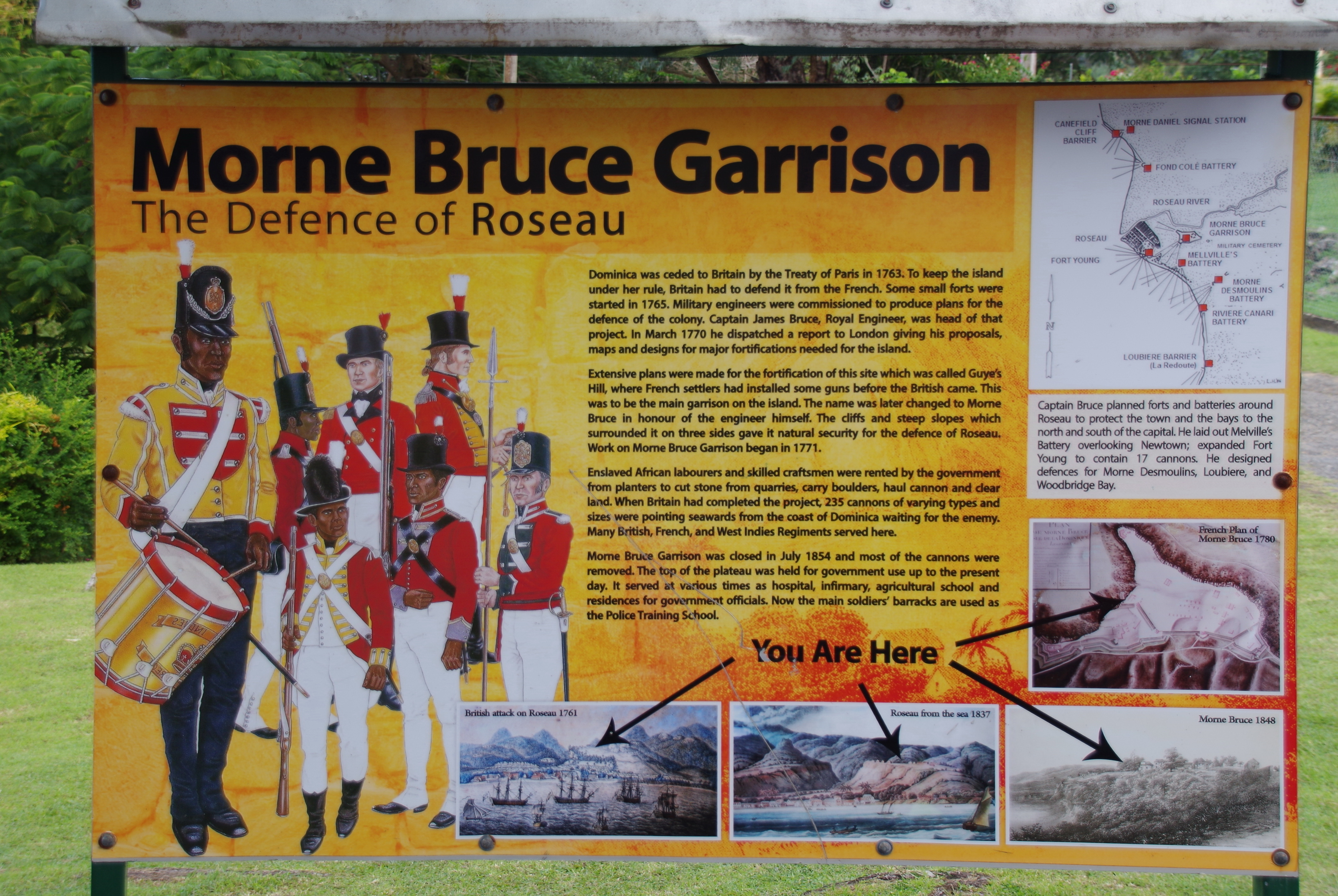
Cartel escrito en inglés en Dominica

### Idiomas
El inglés es la lengua oficial de Dominica, universalmente hablada y comprendida. Además, el criollo de Dominica, un criollo antillano basado en el francés, está muy extendido. Esto se debe a la migración francesa a la isla a partir de 1690, a una población mayoritariamente francófona de habla criolla que residía en la isla, y a su ubicación entre los dos departamentos francófonos de Martinica y Guadalupe. Desde 1979, Dominica es miembro de la Francofonía. El criollo local se utiliza sobre todo entre la generación de más edad, que también habla una lengua patois. Debido al declive en el uso del criollo por parte de la generación más joven, se han puesto en marcha iniciativas para aumentar su uso y promover esta parte única de la historia y la cultura de la nación.
Junto con el criollo, se habla un dialecto conocido como kokoy (o cockoy), un tipo de inglés pidgin que es una mezcla del criollo inglés de las islas de Sotavento y del criollo dominicano, y que se habla principalmente en los pueblos del noreste de Marigot y Wesley, por los descendientes de inmigrantes de Montserrat y Antigua. Con el tiempo ha habido muchos matrimonios mixtos, pero aún quedan rastros de la diferencia de origen. Como resultado de esta mezcla de lenguas y herencia, Dominica es miembro tanto de la Francofonía (naciones que hablan francés) como de la Commonwealth de Naciones anglófona.
El Caribe isleño (Island Carib), también conocido como Igneri (Iñeri, Igñeri, Inyeri), era una lengua arahuaca hablada históricamente por los caribes isleños de las Antillas Menores en el Caribe. Los caribes isleños vivían en el sur de las Antillas Menores, como Dominica, San Vicente y Trinidad, supuestamente tras haberlas conquistado a sus anteriores habitantes, los igneri. Los caribes isleños se extinguieron hacia 1920, pero un grupo sobrevive como garífuna, principalmente en Centroamérica.

## Cultura
La cultura dominiquesa es una mezcla de influencias africanas, indígenas kalinago, francesas y británicas. Dominica estuvo ocupada por las tribus de arahuacos (taínos) y caribes (kalinago) antes de la llegada de los colonos europeos.

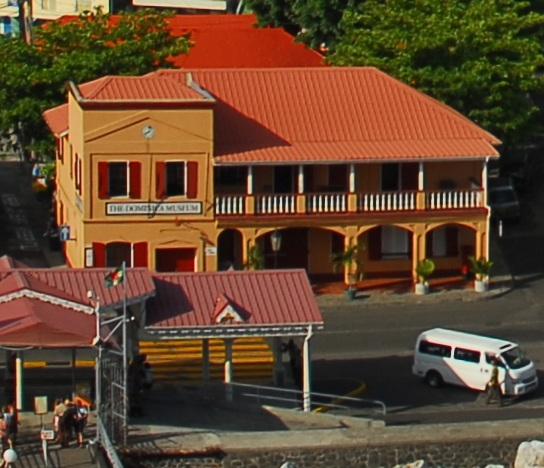
El Museo Dominica

La música y la danza son facetas importantes de la cultura dominicana. Las celebraciones anuales de la independencia muestran una gran variedad de canciones y bailes tradicionales. Desde 1997, también se celebran semanas de festivales criollos, como "Criollo en el Parque" y el "Festival Mundial de Música Criolla".

Dominica adquirió relevancia en la escena musical internacional cuando, en 1973, Gordon Henderson fundó el grupo Exile One y un género musical original, al que llamó "Cadence-lypso". Esto allanó el camino para la música criolla moderna. Otros géneros musicales son el "Jing ping" y el "Cadence". El jing ping es un acordeón autóctono de la isla. La música de Dominica es una mezcla de tradiciones haitianas, afrocubanas, africanas y europeas. Entre los artistas más populares de los últimos años figuran Chubby and the Midnight Groovers, Bells Combo, the Gaylords (grupo dominicano), WCK y Triple Kay.

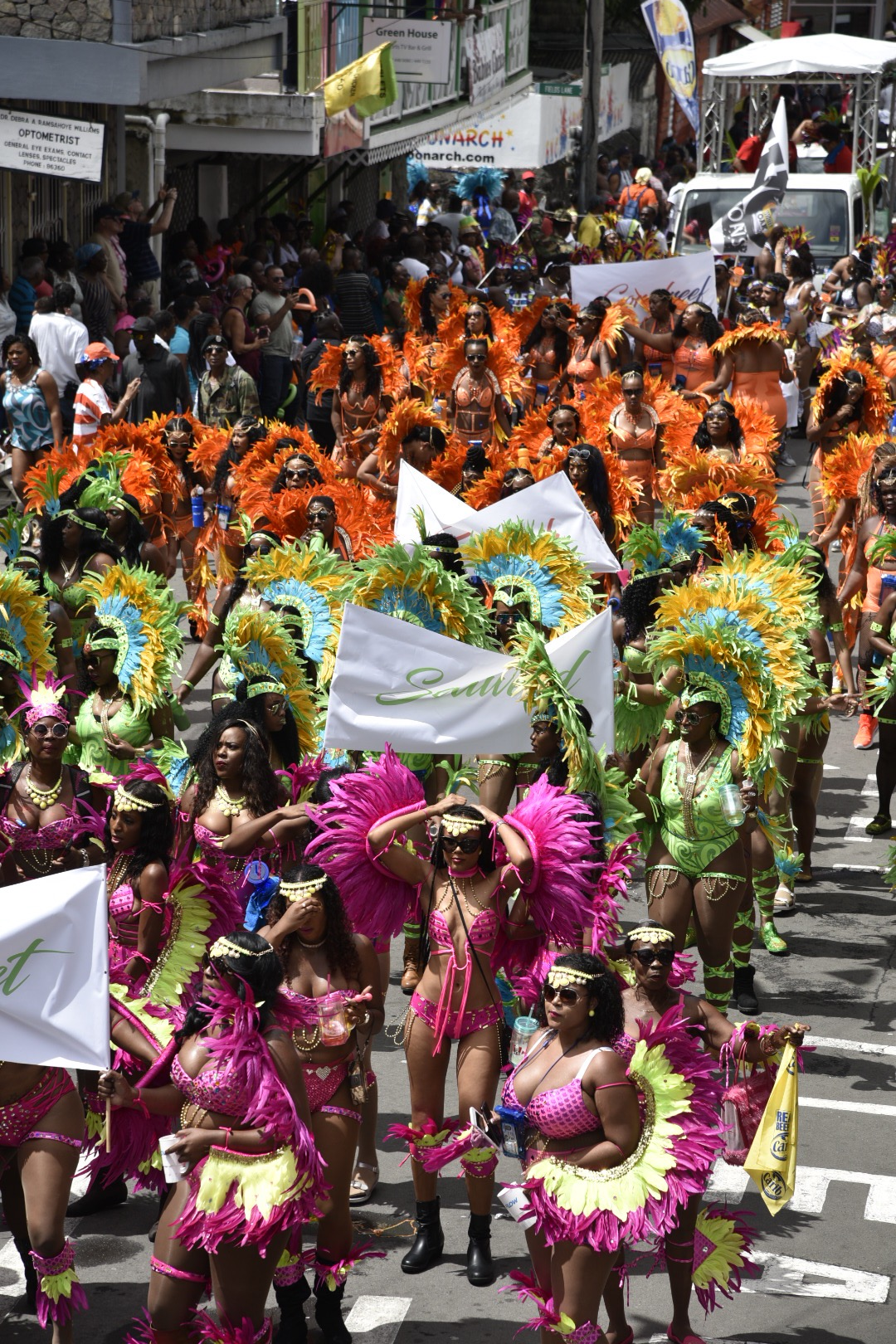
Carnaval de Dominica en 2017

En 2007 se celebró la undécima edición del Festival Mundial de Música Criolla, con motivo de la independencia de la isla de Gran Bretaña el 3 de noviembre. En enero de 2008 comenzó un año de celebraciones para conmemorar los 30 años de independencia.
La novelista Jean Rhys nació y creció en Dominica. La isla aparece retratada de forma oblicua en su libro más conocido, Wide Sargasso Sea. La amiga de Rhys, la activista política y escritora Phyllis Shand Allfrey, ambientó en Dominica su novela de 1954 La casa de las orquídeas.
Gran parte de la película de Walt Disney Piratas del Caribe: el cofre del hombre muerto (la segunda de la serie, estrenada en 2006), se rodó en Dominica (aunque en la película se la conocía como "Pelegosto", una isla ficticia), junto con parte del rodaje de la tercera película de la serie, En el fin del mundo (2007).

### Gastronomía
La cocina dominiquesa tiene sus raíces en técnicas criollas con productos locales condimentados con especias que se encuentran en la isla. La gastronomía de la isla es una mezcla de influencias indígenas kalinago, africanas, francesas e inglesas.
La cocina de Dominica es similar a la de muchas otras islas caribeñas, como Trinidad y Santa Lucía.
El desayuno es una comida importante en Dominica y se toma todos los días. Una comida típica incluye el pescado salado, que es bacalao seco y salado, y pasteles hechos con masa y fritos en aceite. El pescado salado y los pasteles también pueden utilizarse como tentempiés rápidos para comer a lo largo del día; los vendedores de las calles de Dominica venden estos tentempiés a los transeúntes junto con pollo frito, pescado y batidos. Otras comidas para el desayuno son las gachas de maíz, elaboradas con harina de maíz fina o polenta, leche y leche condensada y azúcar para endulzar. También son populares los platos de influencia británica, como los huevos, el beicon y las tostadas, junto con el pescado frito y los plátanos.

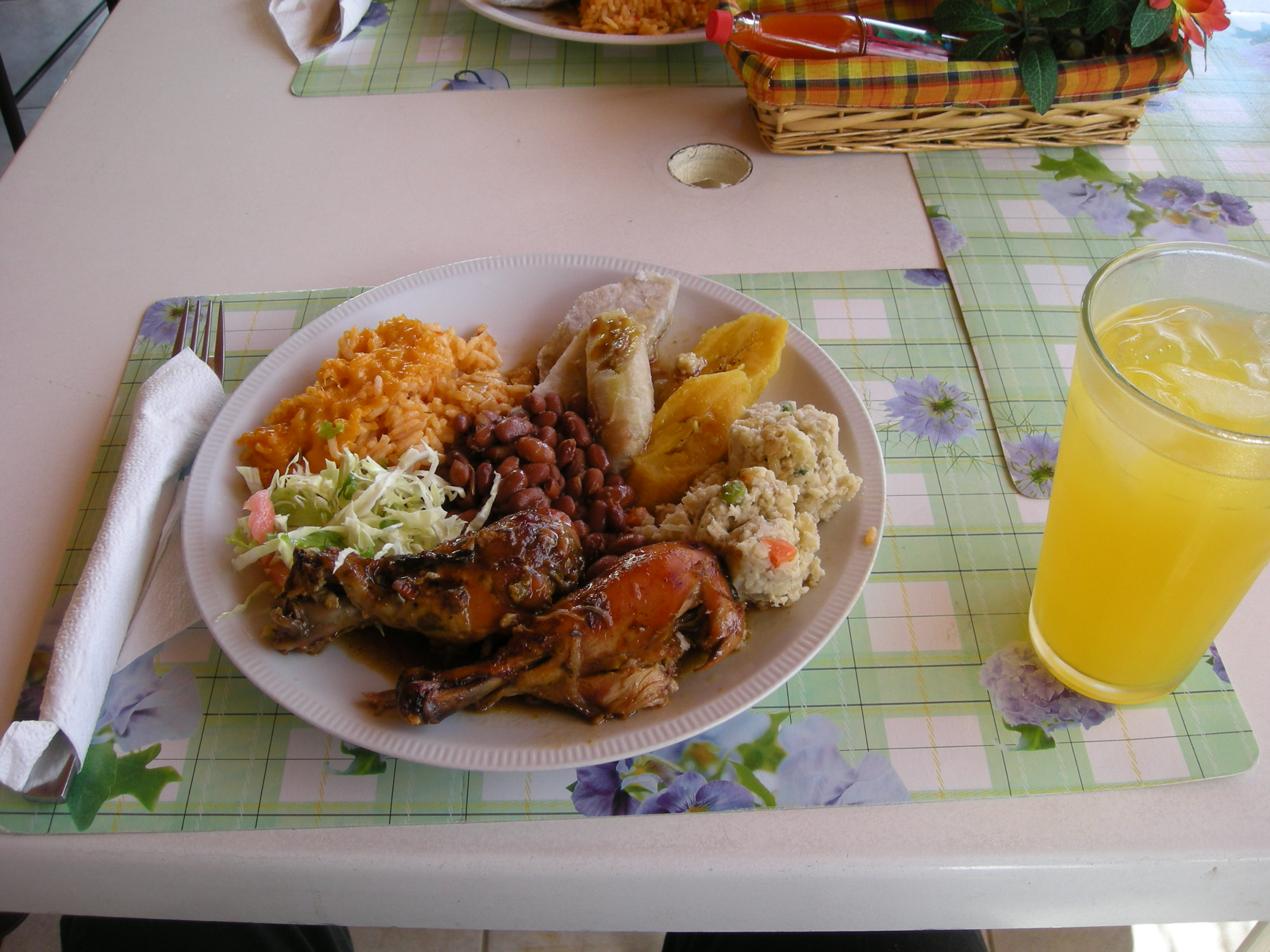
Almuerzo criollo típico de Dominica

Entre las verduras habituales que se comen durante el almuerzo o la cena figuran los plátanos, la tannia, el ñame, las patatas, el arroz y los guisantes. Entre las carnes y aves más consumidas están el pollo (muy popular), la ternera y el pescado, que normalmente se guisan con cebollas, zanahorias, ajo, jengibre y hierbas como el tomillo, y se doran para crear una rica salsa oscura. Entre los platos más populares están el arroz con guisantes, el pollo guisado, la ternera guisada, el pescado frito y guisado y muchos tipos diferentes de caldos y sopas de pescado con albóndigas, zanahorias y provisiones molidas.
Los puestos de carretera y los restaurantes de los pueblos pequeños suelen servir pollo frito, pescado y patatas fritas y "sabrosos pasteles", que son masas fritas hechas con harina, agua y azúcar o a veces sal, junto con bebidas frías. La isla produce numerosas frutas exóticas, como plátanos, cocos, papayas, guayabas, piñas y mangos, que pueden comerse como postre y hacerse puré o licuarse.
El plato nacional de Dominica era el pollo de montaña, que son astillas de las ancas de una rana llamada crapaud, endémica de Dominica y Montserrat. Se encuentra en las zonas más elevadas, es una especie protegida y sólo puede capturarse entre otoño y febrero. Sin embargo, desde 2013, el nuevo plato nacional es el callaloo, elaborado con las hojas verdes de la planta dasheen y otras verduras y carne. El plato preferido es el callaloo de cangrejo.
El agutí y el manicú guisados son manjares dominiquenses.
Los ríos que descienden de las montañas proporcionan a Dominica un abundante suministro de agua dulce. La mayoría de los jugos locales se elaboran con limas, fruta de la pasión, pomelos, naranjas, tamarindos o guayabas.
Especialmente en Navidad, se prepara una infusión hirviendo los cálices de la planta de acedera. Una bebida habitual en los desayunos es el té de cacao, elaborado hirviendo palitos de cacao con canela y hojas de laurel. Otras bebidas son el ponche de ron y los batidos.
La cultura del té en Dominica tiene una larga historia. Muchos tés medicinales tradicionales tienen su origen en la cultura caribe original de la isla. El té más popular en Dominica es el té de cacao, elaborado a partir del grano de cacao local. El té de cacao es similar al chocolate caliente y al té de arbusto, que se elabora con plantas y hierbas locales en Dominica. Dominica elabora su cerveza bajo la marca Kubuli.

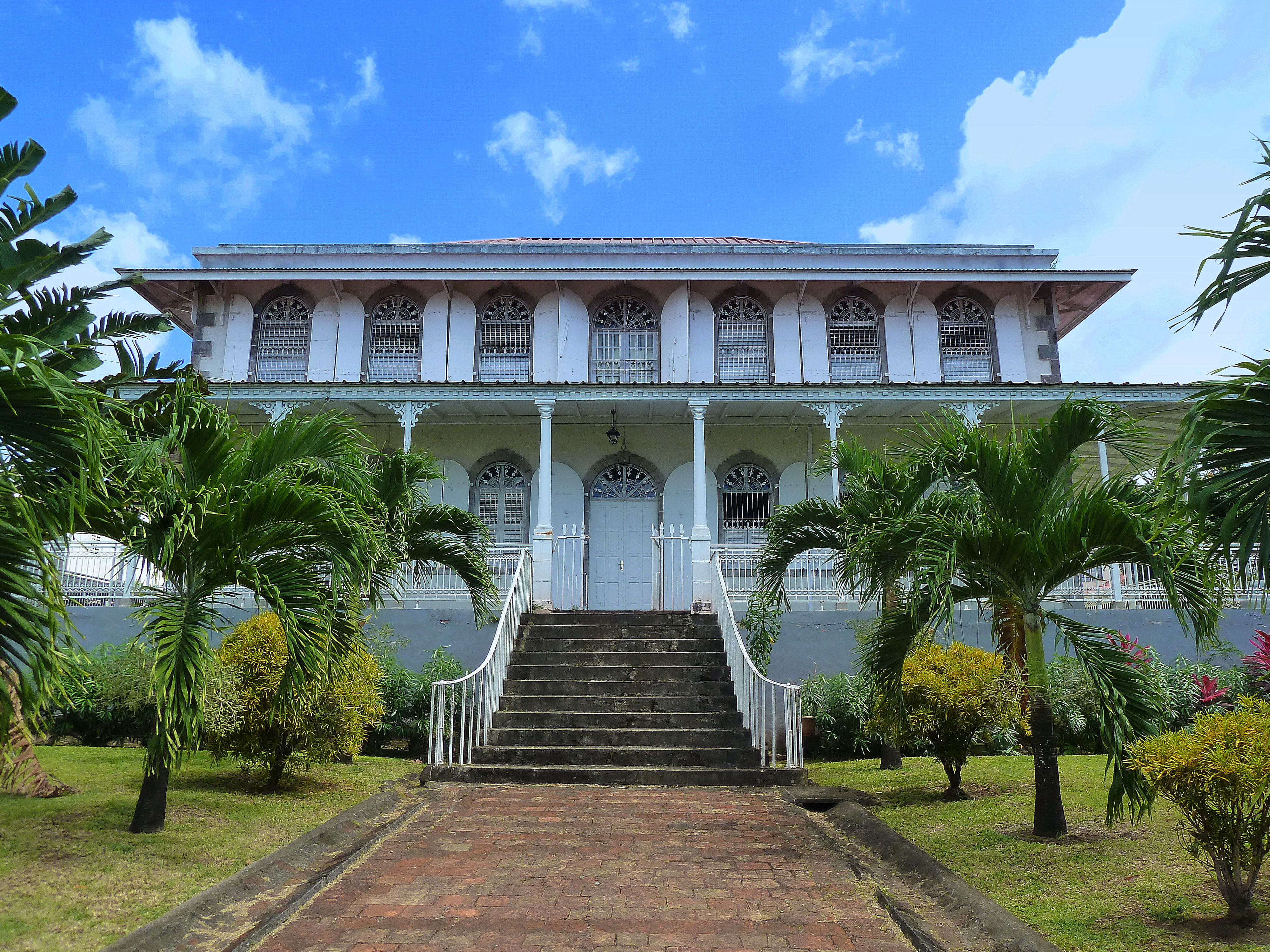
Centro Católico Monseñor Arnold Boghaert

### Medios de comunicación
Dominica tiene tres principales periódicos, The Sun (El Sol), The Times (Los Tiempos) y The Chronicle (La Crónica). Hay dos estaciones de televisión nacional y algunas emisoras de radio, incluyendo Q95 FM, la Dominica Broadcasting Corporation, y Kairi FM. Antes de 2004, hubo una empresa de telecomunicaciones llamada Cable and Wireless. En 2005, Digicel y una compañía francesa llamada Orange comenzaron a ofrecer servicio a la isla siendo en 2009 la filial de esta última adquirida por Digicel. Hay una serie de redes de telefonía móvil que operan en la isla.

### Arquitectura
La arquitectura de Dominica es muy variada ya que refleja la historia, la cultura y el entorno únicos de la isla. A lo largo de los siglos, la arquitectura de Dominica ha sido moldeada por diversas influencias, como los indígenas caribes, las potencias coloniales francesa y británica y el período posterior a la independencia de la isla. Cada una de estas influencias ha dejado su huella en el entorno construido de Dominica, creando un patrimonio arquitectónico rico y diverso que es a la vez único y fascinante. Uno de los aspectos arquitectónicos clave  de Dominica es el uso de materiales y técnicas de construcción tradicionales. Muchos de los edificios más antiguos de la isla están construidos con materiales locales como madera, piedra y arcilla, muy adecuados para el clima tropical de la isla. 

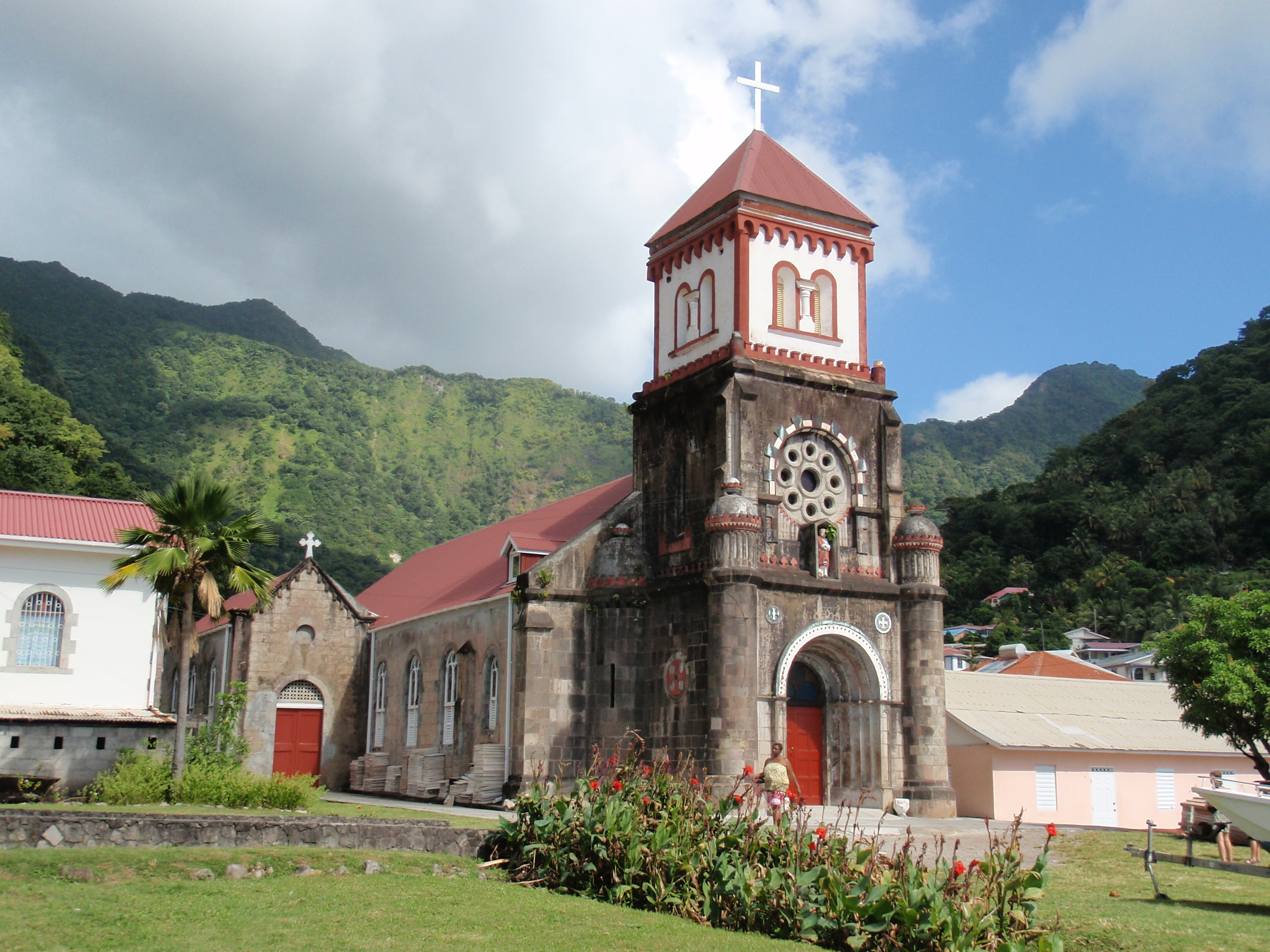
Iglesia de San Marcos en Soufriere

Estos materiales se utilizan a menudo de forma creativa, con contraventanas y celosías de madera que proporcionan sombra y ventilación, y paredes y suelos de piedra que ayudan a mantener frescos los interiores. Otro aspecto importante de la arquitectura de Dominica es el uso de elementos decorativos. Muchos de los edificios más antiguos de la isla presentan intrincadas tallas, molduras y otros elementos decorativos que reflejan la influencia de estilos arquitectónicos europeos como el barroco y el neoclásico.
Estos elementos se combinan a menudo con motivos y diseños locales, creando una fusión única de estilos característica del patrimonio arquitectónico de Dominica. En los últimos años, la arquitectura de Dominica también ha empezado a reflejar el creciente interés de la isla por el diseño y la construcción sostenibles. 
Muchos edificios nuevos incorporan elementos como paneles solares, sistemas de recogida de agua de lluvia y ventilación natural, que ayudan a reducir su impacto ambiental y los hacen más resistentes al cambiante clima de la isla. En general, la arquitectura de Dominica es un tema rico y diverso que refleja la historia, la cultura y el entorno únicos de la isla. Desde las tradicionales casas de madera de los caribes hasta los diseños modernistas del periodo posterior a la independencia, la arquitectura de Dominica es un testimonio de la resistencia y la creatividad de la isla.

### Música

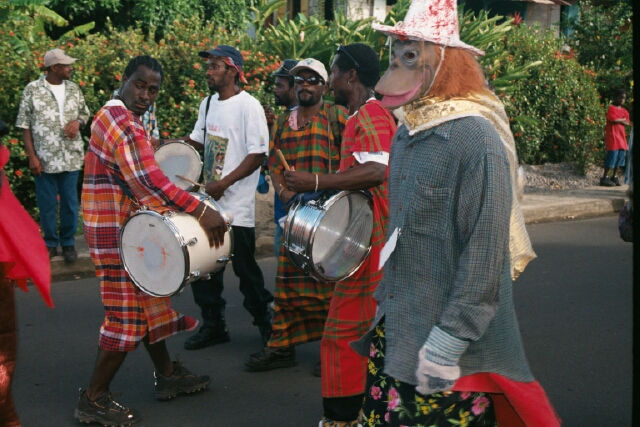
Banda de Dominica en Carnaval

La música de Dominica abarca una gran variedad de géneros, incluidos todos los géneros populares del mundo. La música popular está muy extendida, y varios intérpretes nativos de Dominica han alcanzado fama nacional en géneros importados como el calypso, el reggae, la soca, la kompa, el zouk y el rock and roll. La propia industria de la música popular de Dominica ha creado una forma llamada bouyon, que combina elementos de varios estilos y ha conseguido una amplia base de seguidores en Dominica. Entre los grupos figuran WCK (Windward Caribbean Kulture), músicos nativos en diversas formas, como reggae (Nasio Fontaine, Lazo, Brother Matthew Luke), kadans (Ophelia Marie, (Exile One, Grammacks) y calypso (The Wizzard), también se han convertido en estrellas dentro y fuera del país.
También existe el "cadence-lypso", el kadans de Dominica, que ha sentado las bases para algunos de los desarrollos musicales más significativos de la región, como el zouk y el bouyon (otra creación dominicana).
Como las demás músicas francófonas de las Antillas Menores, la música folclórica dominicana es un híbrido de elementos africanos y europeos. La cuadrilla es un símbolo importante de la cultura antillana francesa y, en Dominica, suele acompañarse de una especie de conjunto llamado jing ping band. Además, la tradición folclórica de Dominica incluye canciones populares llamadas bélé, narraciones tradicionales llamadas kont, mascaradas, canciones infantiles y de trabajo, y música de Carnaval.
Hasta finales de la década de 1950, la cultura afrodominicana de la mayor parte de la isla fue reprimida por el gobierno colonial y la influencia de la Iglesia Católica Romana, que enseñaban que la música de origen africano era maligna, demoníaca e inculta. Esta percepción cambió a mediados y finales del siglo XX, cuando la cultura afrodominicana empezó a celebrarse gracias a la labor de promotores como Cissie Caudeiron.
El terreno de Dominica es accidentado, lo que ha fomentado distintas tradiciones regionales. El norte, el este, el sur, el oeste y el centro de la isla son zonas musicales. Los pueblos de Wesley y Marigot también son únicos por conservar la lengua y la música inglesas en lugar de los estilos más afrancesados del resto de la isla.
La música folclórica dominiquesa es una tradición oral, que se aprende informalmente viendo actuar a otros. En 1987, la mayoría de los intérpretes de música tradicional tenían más de 50 años o menos de 35, lo que indica un renacimiento continuo de tradiciones que antes estaban en declive. La música se evalúa en función de sus características, como los ritmos sincopados complejos, y de factores sociales, como la capacidad de los intérpretes para improvisar y responder a su entorno y mantener al público emocionado y participando en la música.

Entre las características de la música dominicana se encuentran el uso del canto de llamada y respuesta en África Occidental, las palmas como parte importante del ritmo y la improvisación lírica, dancística y rítmica. Las letras están casi todas en criollo de dominica, y tradicionalmente las cantan las mujeres (chantwèl), mientras que las tradiciones instrumentales las practican predominantemente los hombres. Los tambores, conocidos genéricamente como lapo kabwit, son la parte más destacada de la tradición instrumental de Dominica.

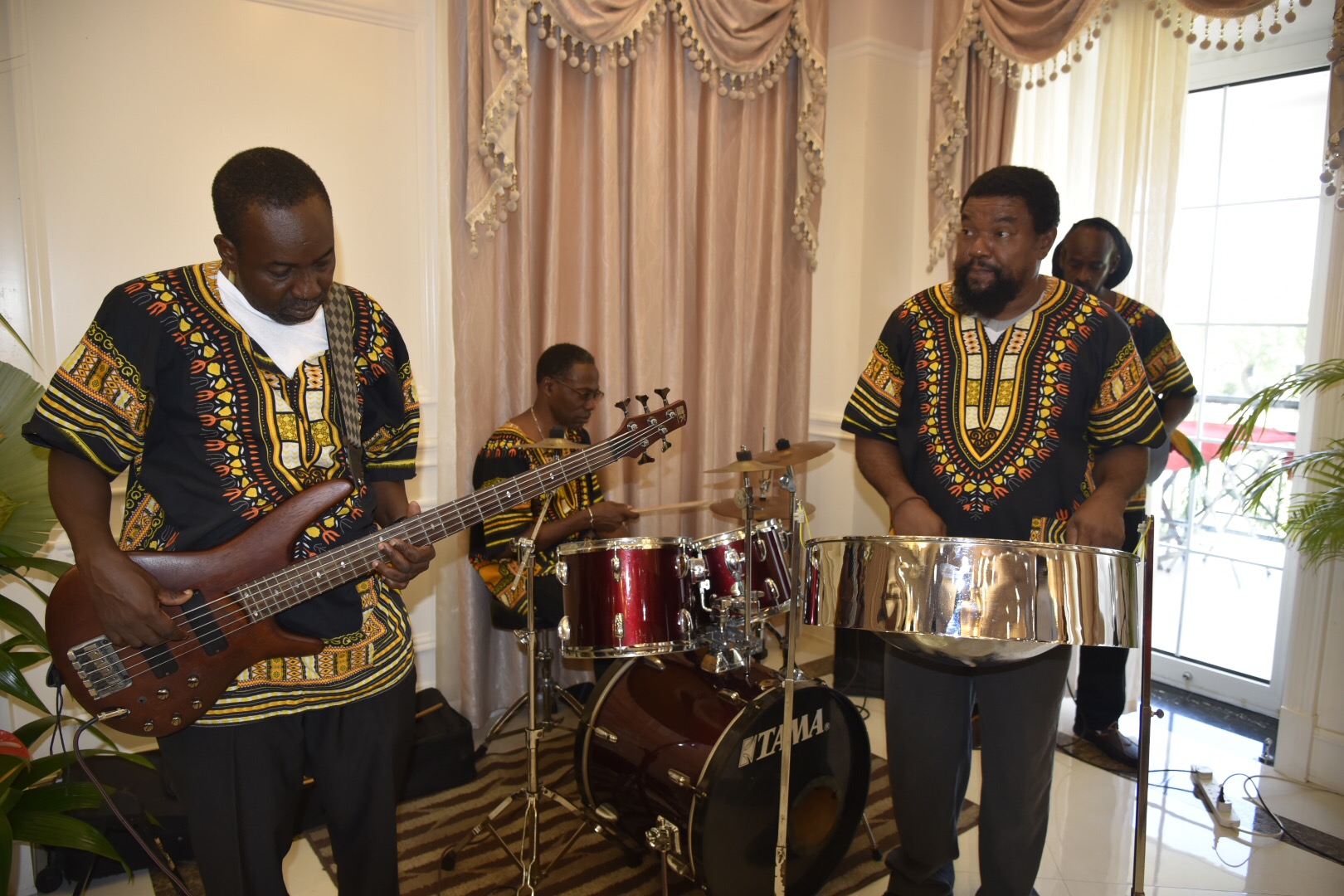
Un grupo musical de Dominica

### Fiestas

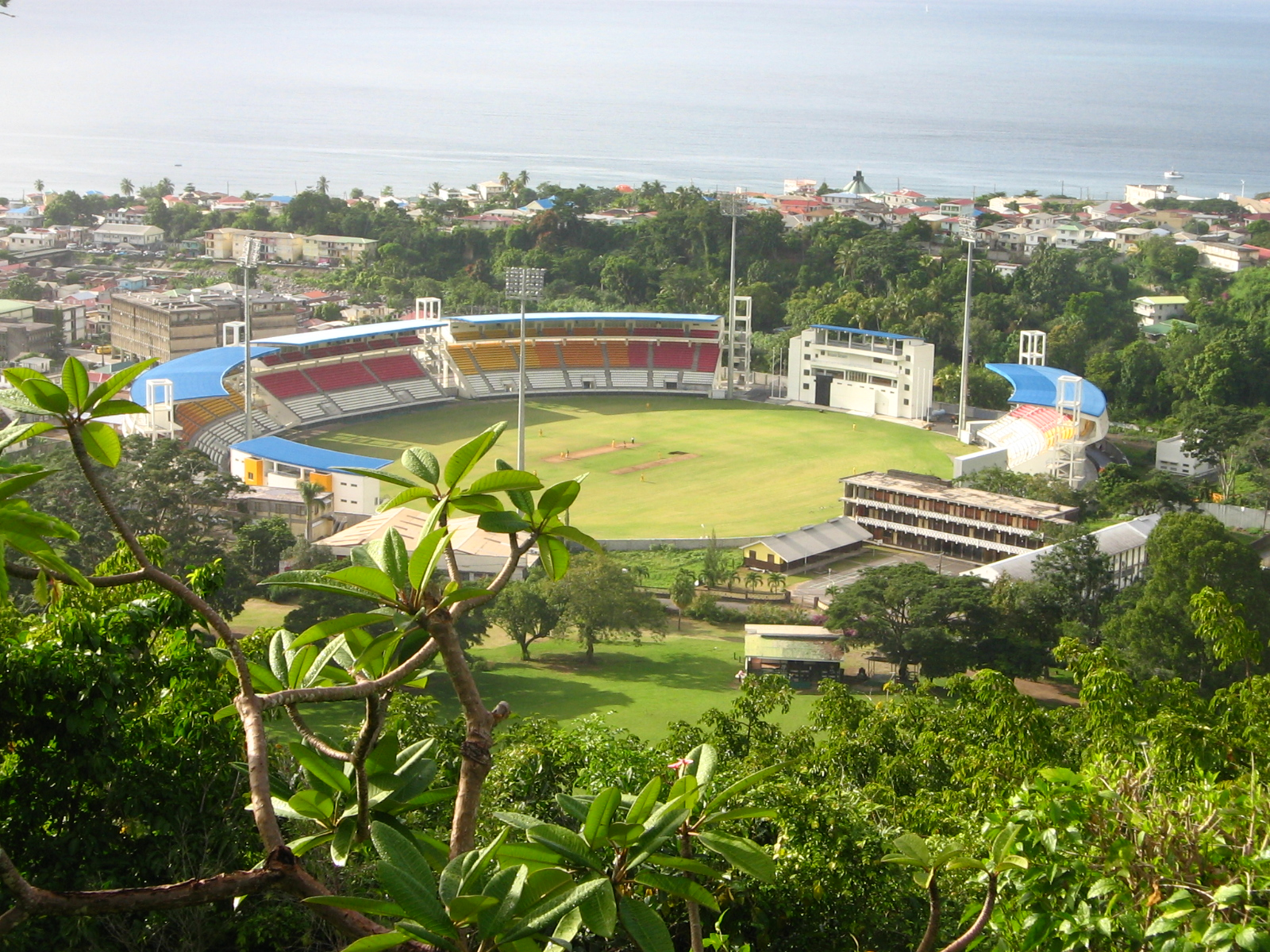
El Windsor Park en Roseau, usado tanto para el críquet como para el fútbol

| Fecha           | Nombre en castellano            | Nombre local        | Notas                                              |
| --------------- | ------------------------------- | ------------------- | -------------------------------------------------- |
| 1 de enero      | Año Nuevo                       | New Year's Day      | -                                                  |
| 2 de enero      | Fiesta del 2 de enero           | 2nd January         | -                                                  |
| Febrero o marzo | Carnaval                        | Carnival            | Lunes de Rosas                                     |
| Febrero o marzo | Miércoles de Ceniza             | Ash Wednesday       | -                                                  |
| Marzo o abril   | Viernes Santo                   | Good Friday         | -                                                  |
| Marzo o abril   | Pascua                          | Easter Monday       | Lunes de Pascua                                    |
| Mayo            | Día del Trabajo                 | Labor Day           | Esta festividad se celebra el primer lunes de mayo |
| Mayo            | Pentecostés                     | Whit Monday         | Lunes de Pentecostés                               |
| 1 de agosto     | Feriado de verano               | Summer Bank Holiday | -                                                  |
| 1 de agosto     | Día de la Emancipación          | Emancipation Day    | -                                                  |
| 3 de noviembre  | Día de Independencia            | Independence Day    | Fiesta nacional                                    |
| 4 de noviembre  | Día del Servicio a la Comunidad | Community Day       | -                                                  |
| 25 de diciembre | Navidad                         | Christmas Day       | -                                                  |
| 26 de diciembre | Día de San Esteban              | Boxing Day          | -                                                  |

## Deporte
El críquet es un deporte muy popular en la isla, y Dominica compite a nivel internacional como parte de la selección de críquet de las Indias Occidentales. El 24 de octubre de 2007, el estadio de cricket de Windsor para 8000 personas se completó con una donación de 33 millones dólares EC (EE. UU. $ 17 millones, € 12 millones) del gobierno de la República Popular de China.
La Selección de fútbol de Dominica es controlada por la Federación de Fútbol de Dominica y adscrita a la Concacaf y a la FIFA. Es considerada una de las peores del continente y del mundo. Dentro del país, existe el Campeonato de fútbol de Dominica, que se disputa desde 1950 y el equipo más laureado es el Harlem United con 20 títulos.